# Cocktailglas

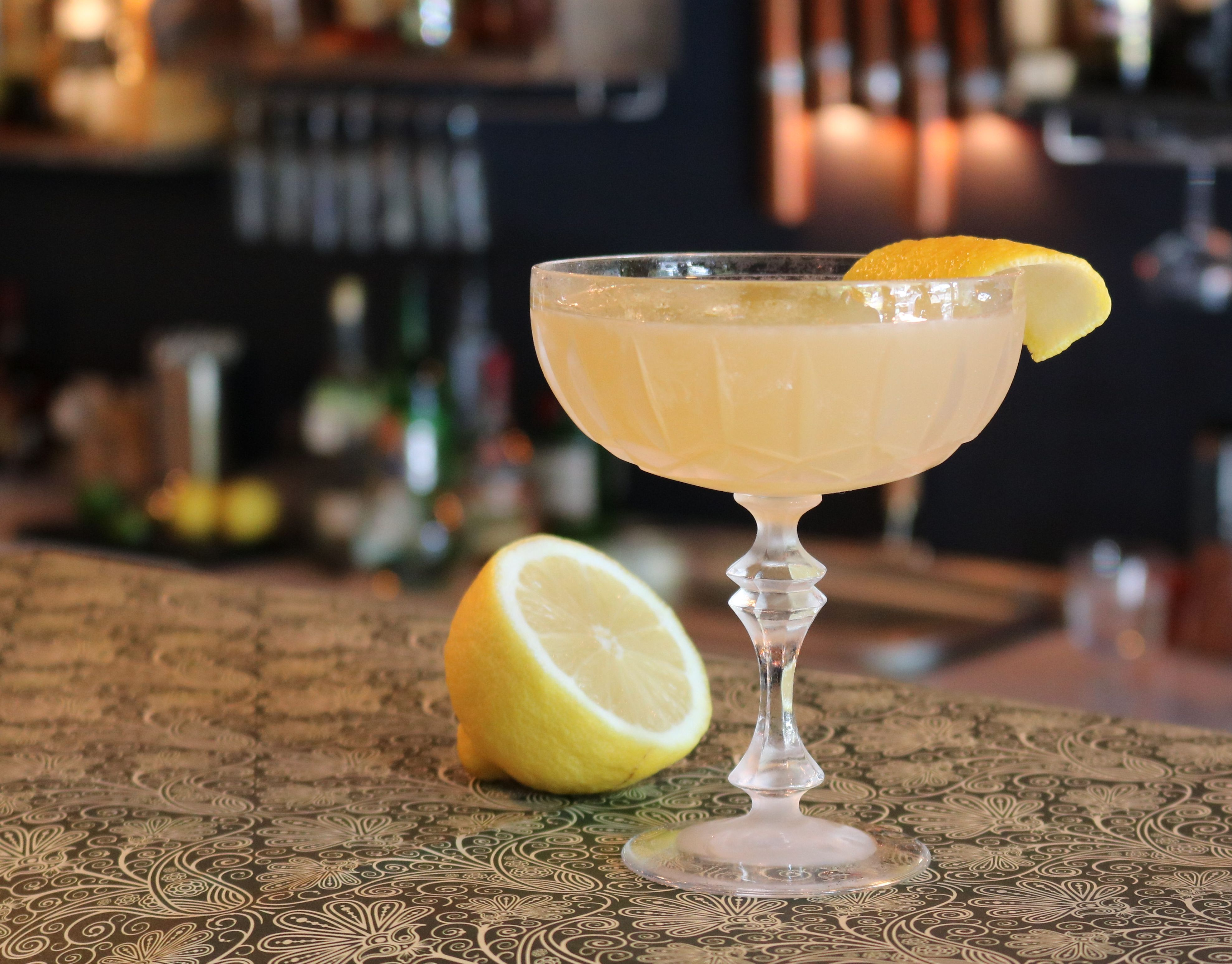
Sidecar in einer Cocktailschale

Cocktailglas bezeichnet als Oberbegriff allgemein ein Trinkglas, das fast ausschließlich für Cocktails verwendet wird. Dabei haben sich für verschiedene Getränkegruppen unterschiedliche Formen herausgebildet.

## Cocktailschale
Im engeren Sinn und in der Fachsprache ist mit Cocktailglas oft die Cocktailschale gemeint, also eine gewölbte Schale mit Stiel, in der viele Shortdrinks serviert werden. Cocktailschalen ähneln in ihren Proportionen oft Sektschalen, haben aber meist eine kleinere Füllmenge. Sie fassen oftmals nicht mehr als 100 ml Flüssigkeit, das bis zum Rand gemessene Volumen beträgt regelmäßig nicht mehr als 200 ml. Cocktailschalen der 1950er Jahre sind zum Teil noch kleiner. Fachsprachlich sowie im angelsächsischen Raum wird die Cocktailschale auch Coupette, seltener Coupe genannt. Eine seit den 1930er oder 1940er Jahren bekannte Variante mit längerem Stiel und einer halbkugelartigen, sich kelchförmig öffnenden Kuppa ist Nick and Nora. Cocktails in Stielgläsern werden in der Regel „straight up“ serviert, also ohne Eis im Glas und folglich auch ohne Trinkhalm, weshalb es üblich ist, Cocktailschalen vor dem Servieren zu kühlen.

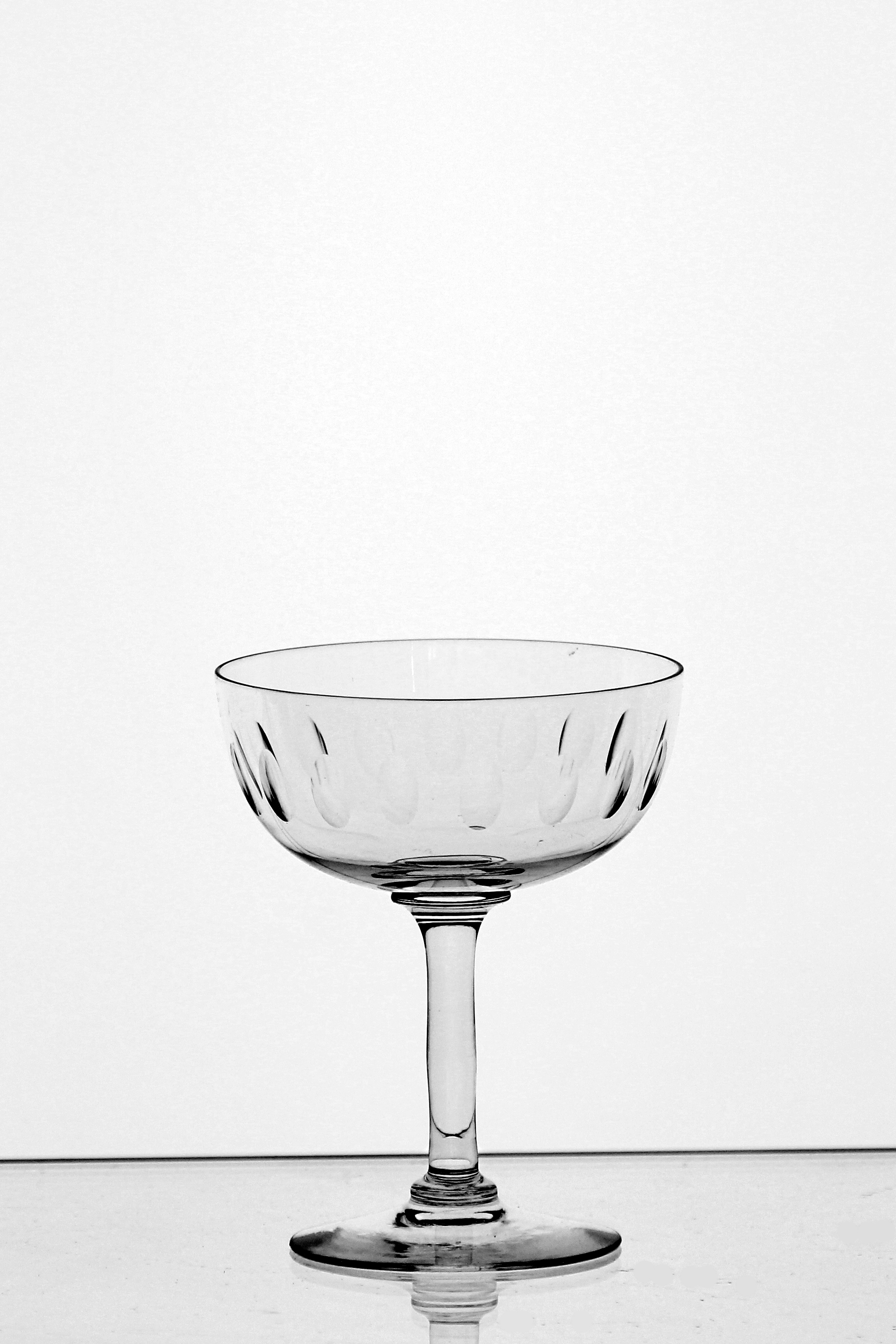
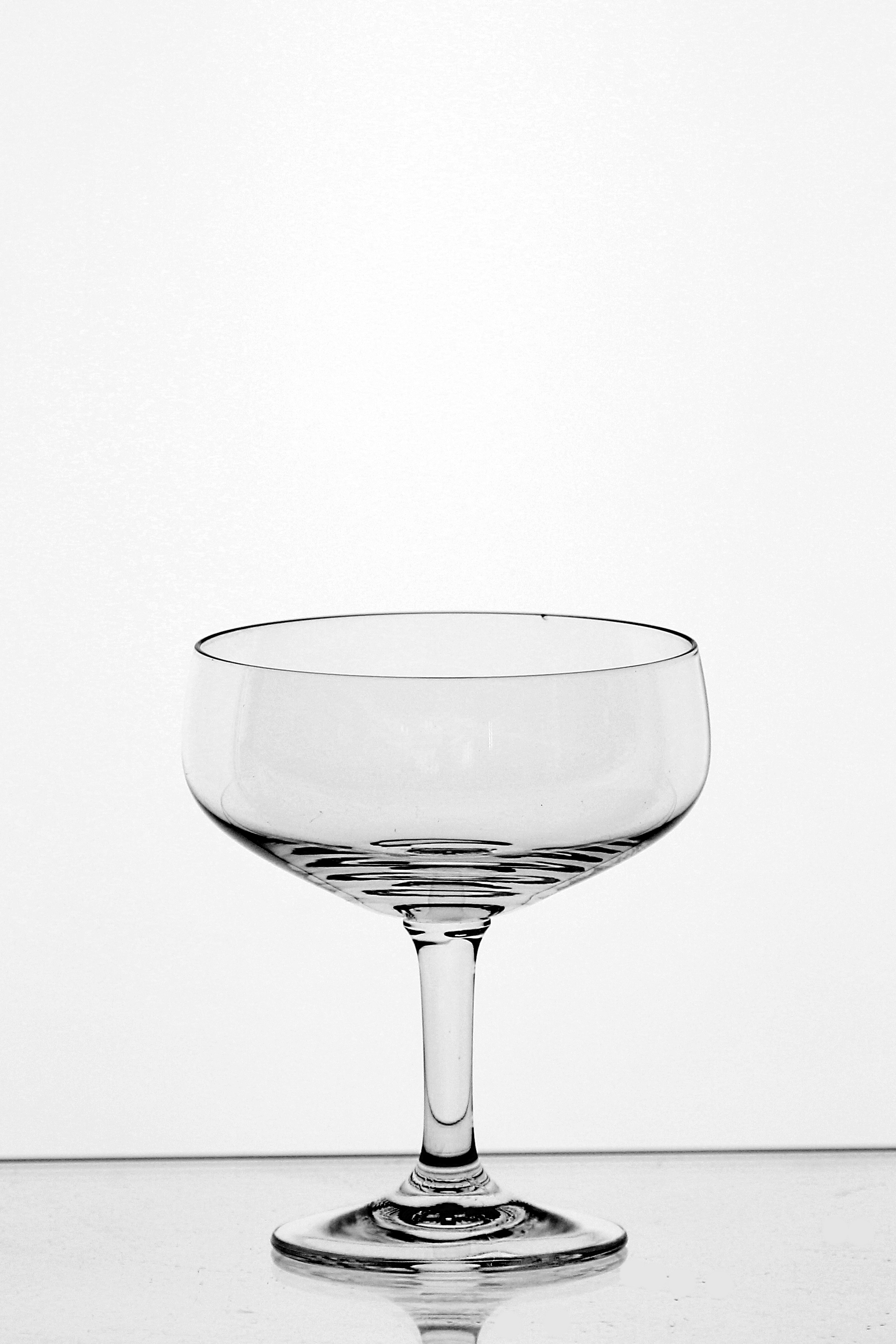
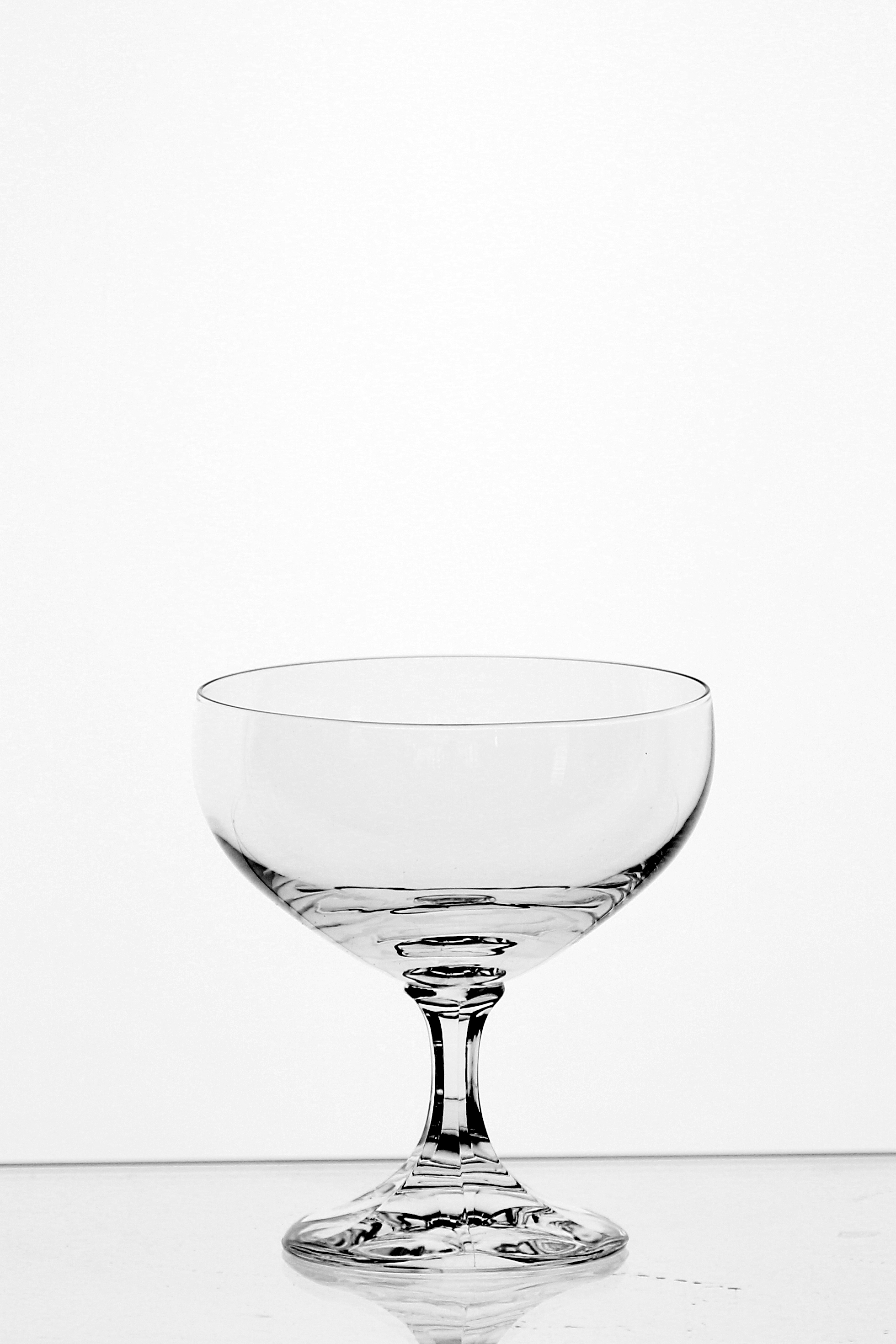
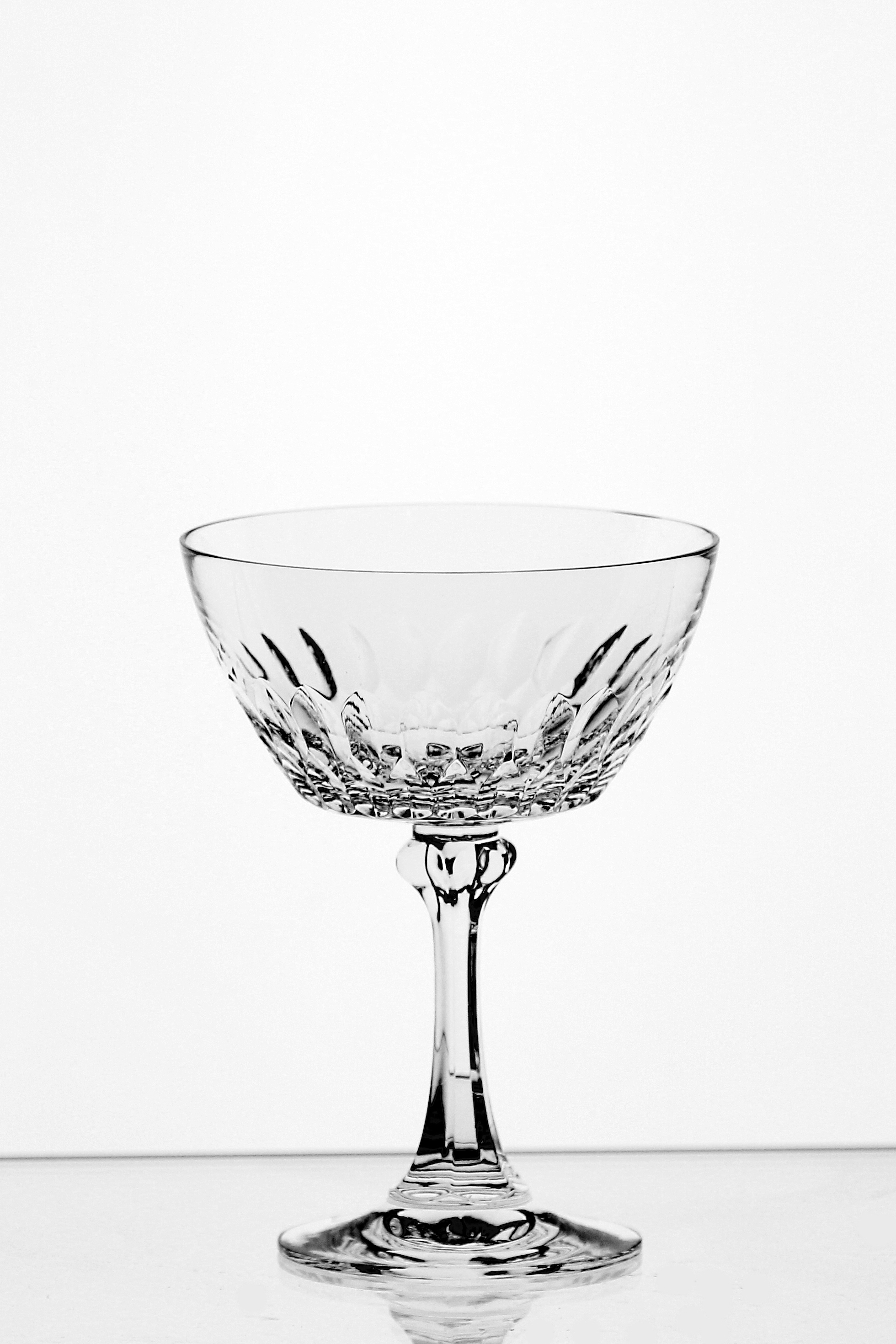
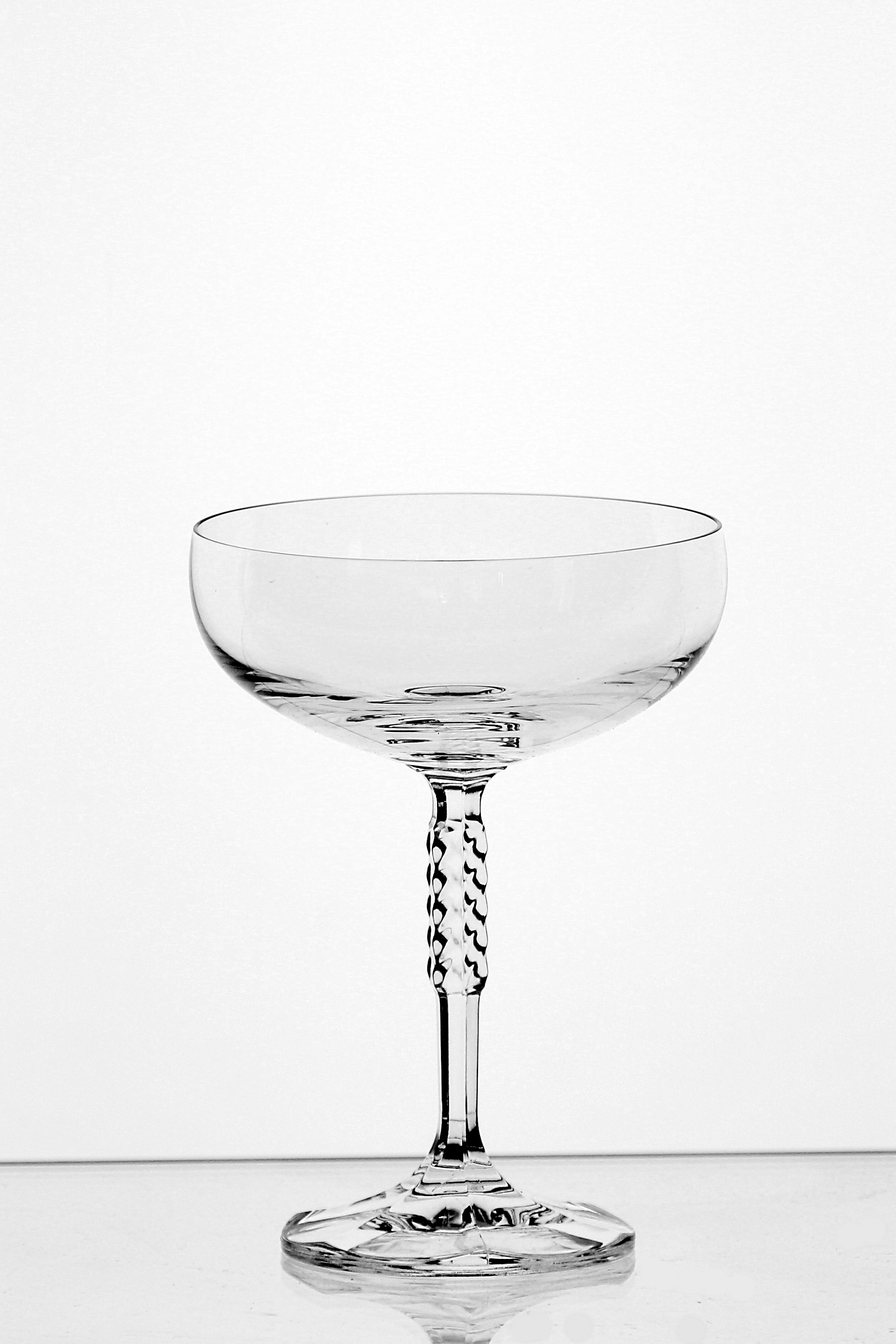
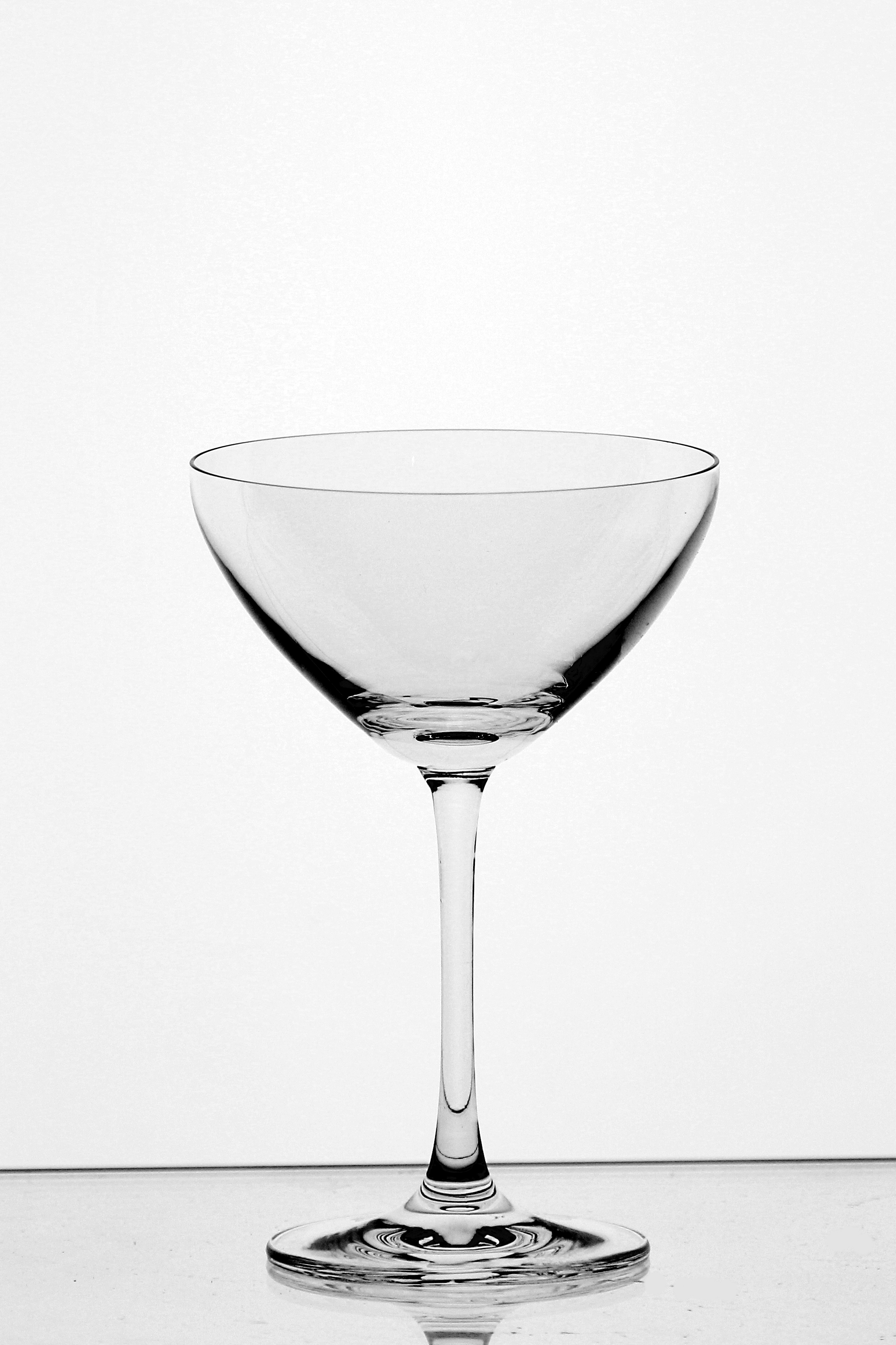
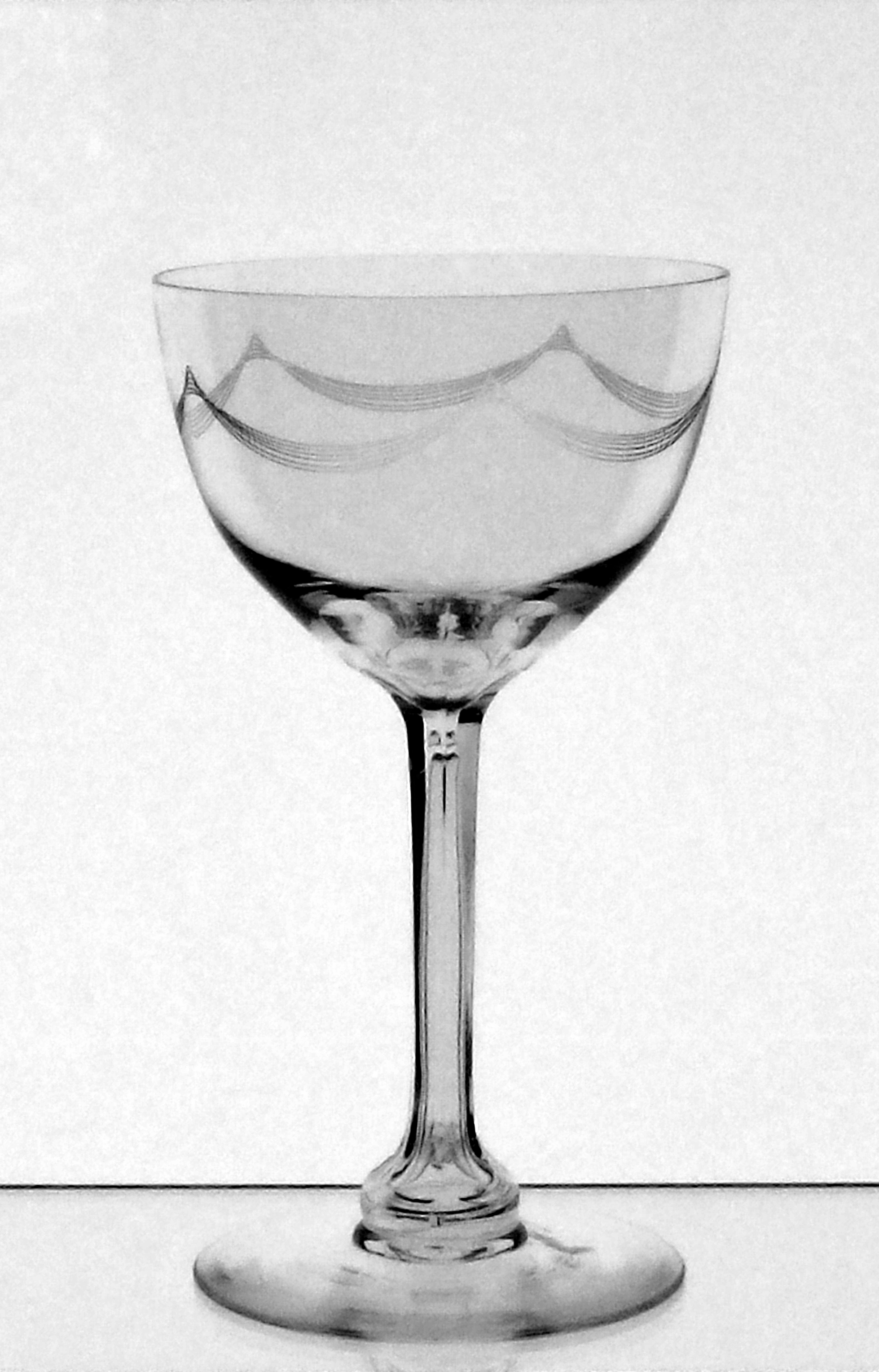
Nick and Nora (vergrößert)
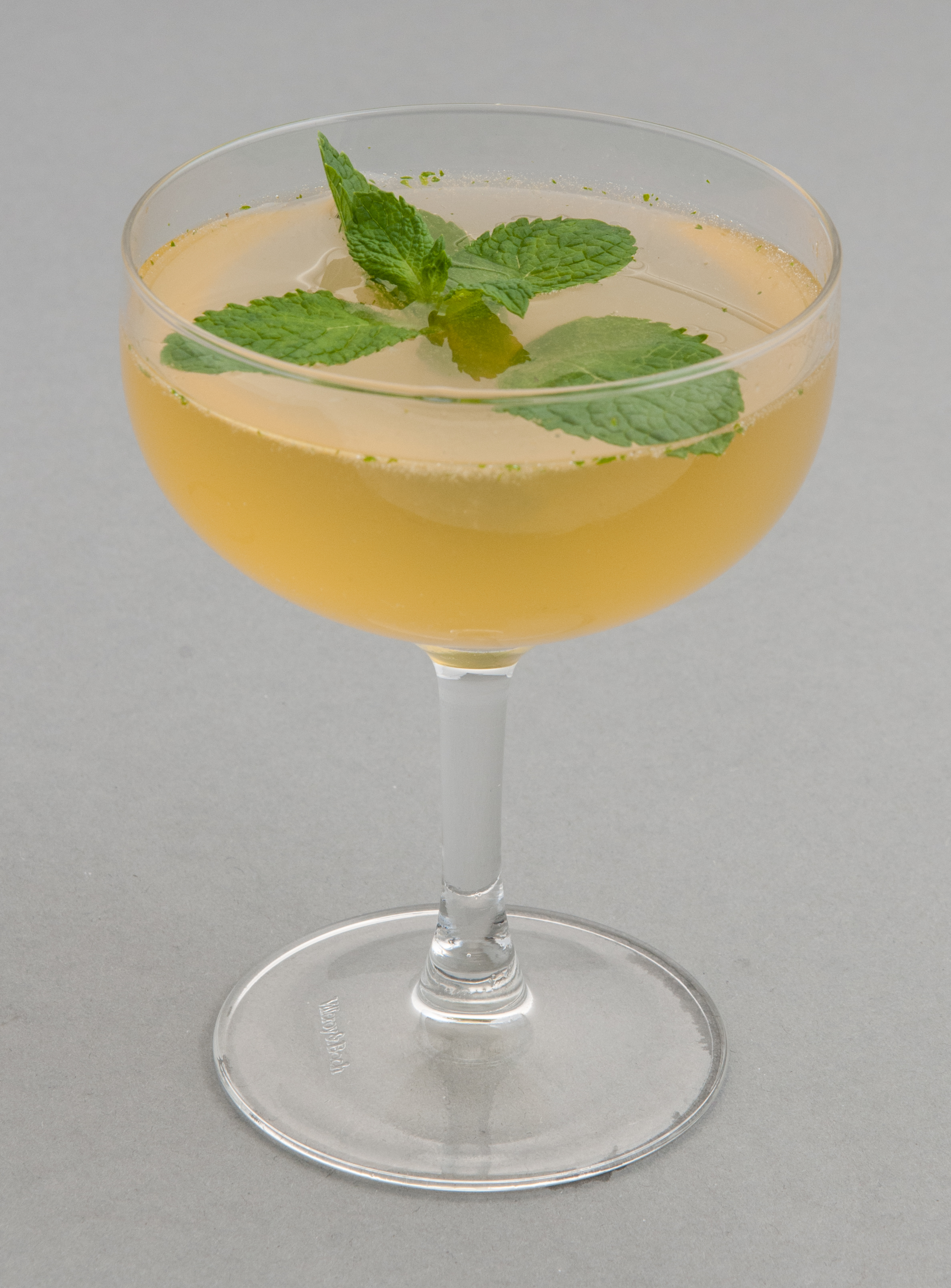
Old Cuban in einer Cocktailschale
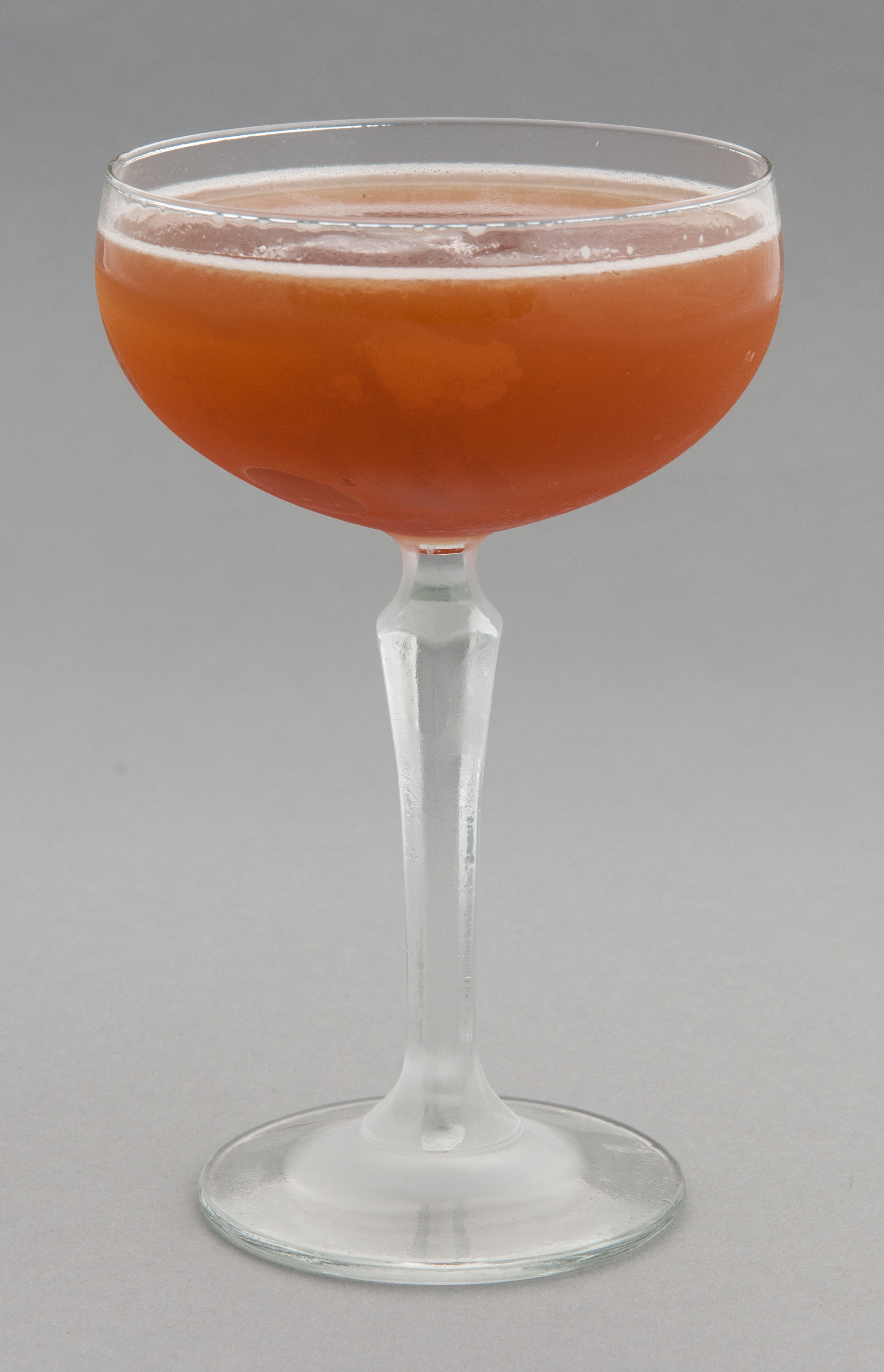
Blood and Sand in einer Coupette

## Martiniglas
Eine spezielle Form der Cocktailschale ist das seit den 1930er Jahren verbreitete, trichterförmige (konische) Martiniglas, das auch Martinischale, Martinikelch oder Cocktailspitz bzw. englisch (Y-shaped) Martini glass genannt wird. Entsprechend der typischen Größe eines Martini-Cocktails (zwischen 6 und 10 cl) haben klassische Martinigläser meist eine Gesamt-Füllmenge zwischen 150 und 200 ml. Eine besondere Variante sind Martini Chiller, die erst in diesem Jahrtausend aufkamen. Dabei ruht ein Martinikelch ohne Stiel lose auf einem mit zerstoßenem Eis gefüllten Becherglas, so dass der Drink auch nach dem Servieren weiter gekühlt wird.

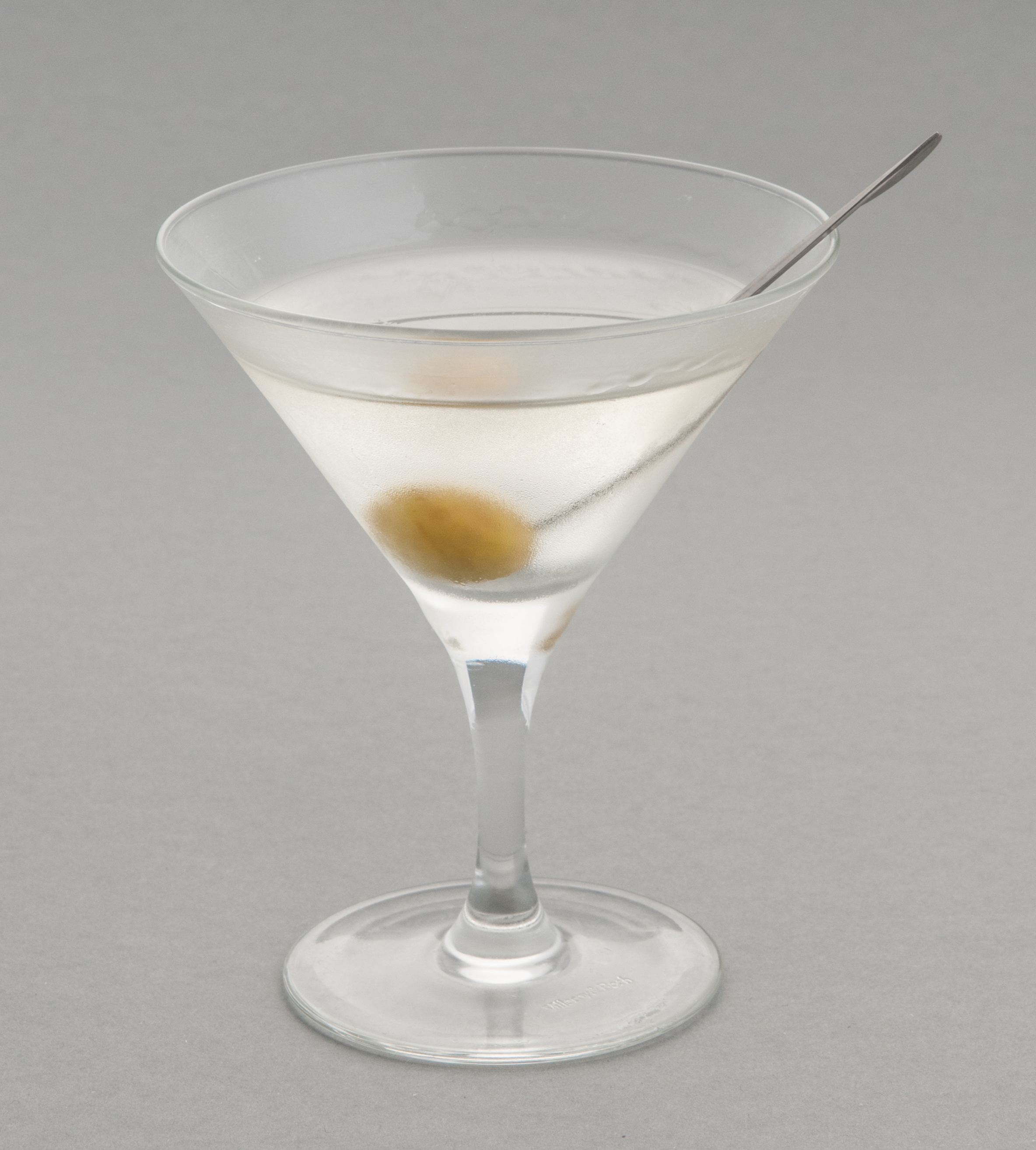
Typisches Martiniglas mit einem Dry Martini
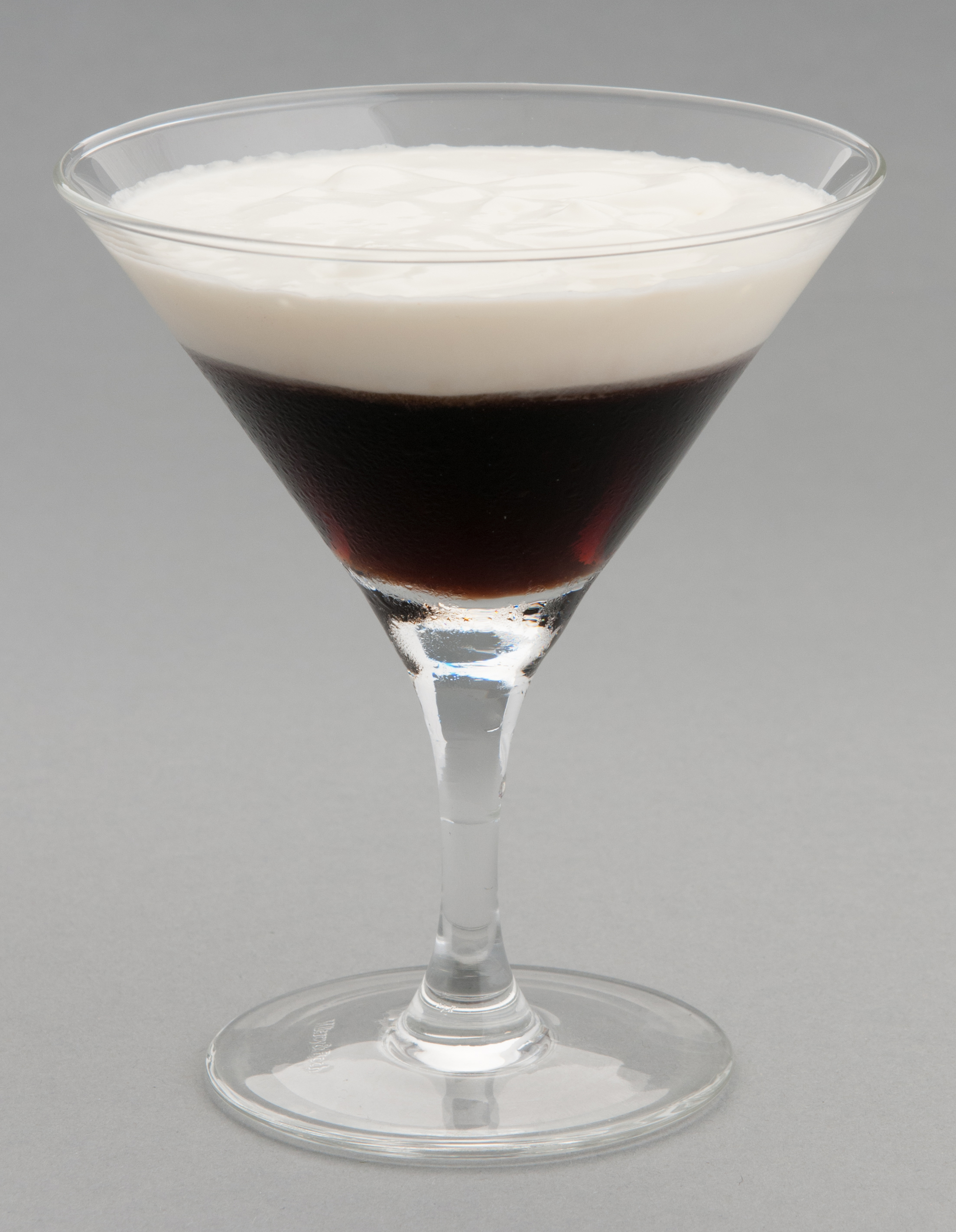
White Russian im Martiniglas
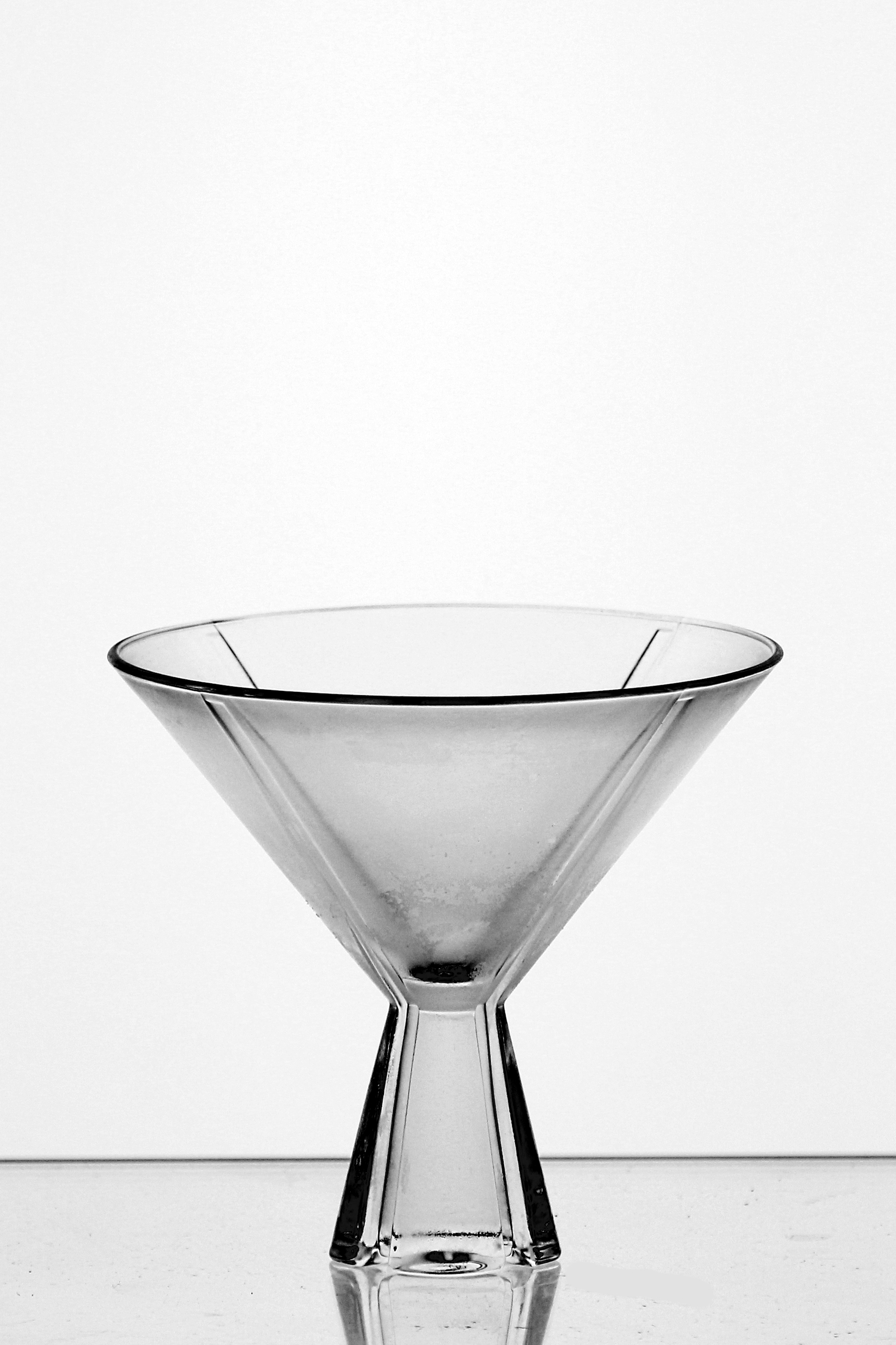
Variante
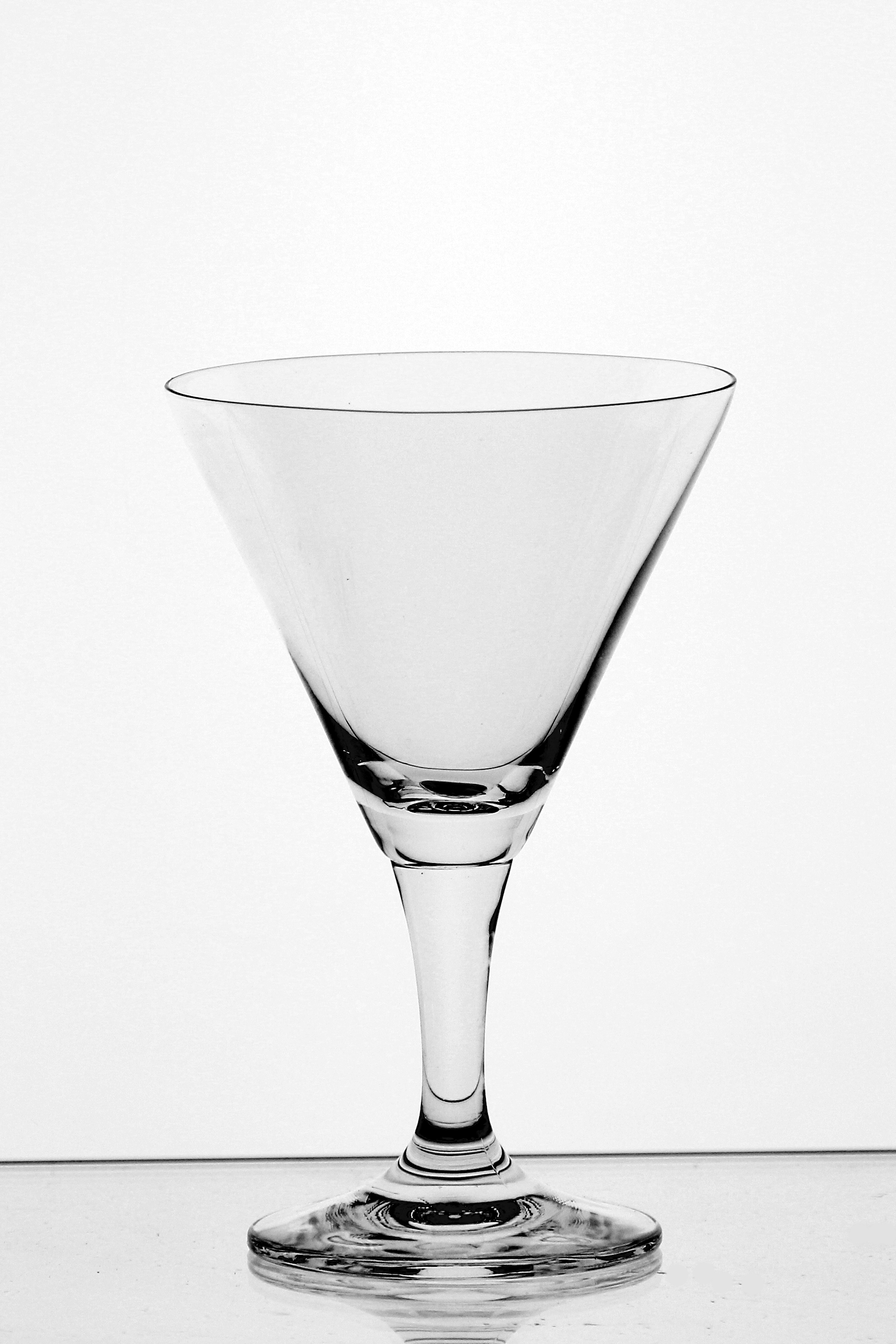
Großes Martiniglas
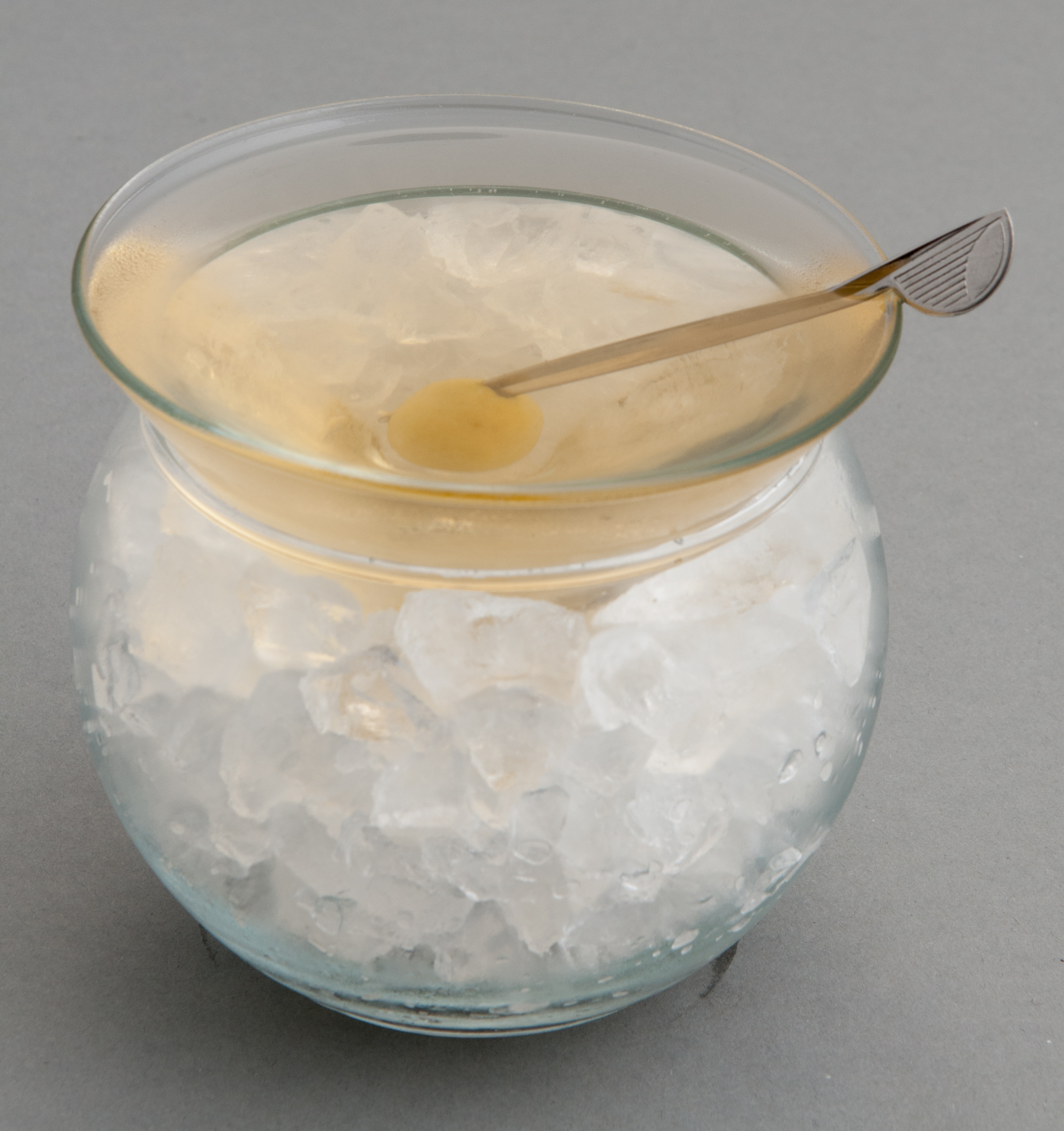
Martini Chiller
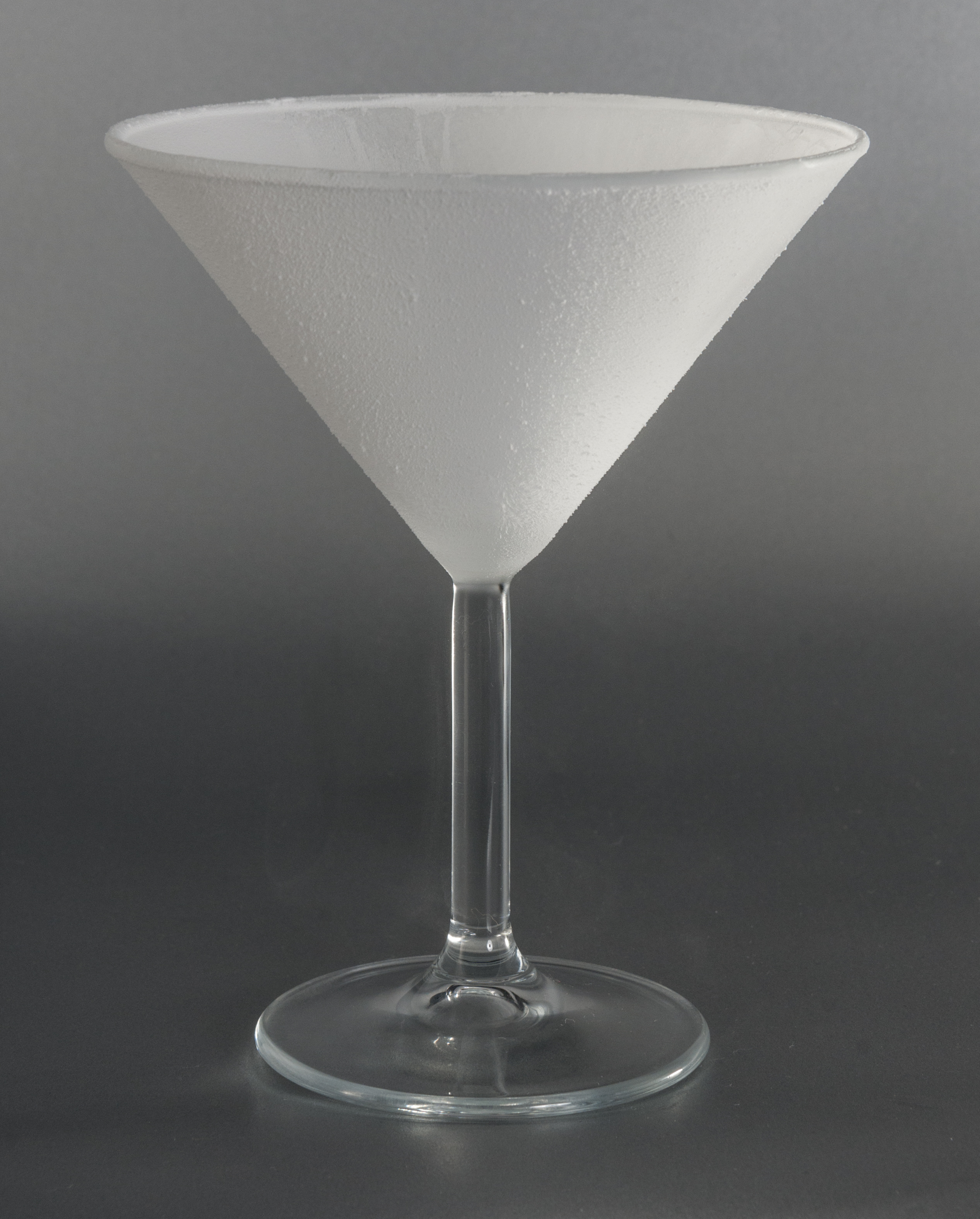
Mittels CO2-Gläserfroster gekühltes Martiniglas

## Weitere Stielgläser
Andere Gläser, in denen Cocktails serviert werden können, sind
- Weingläser, insbesondere kleinere Weinkelche
- Pokale, Goblets
- Schaumweingläser wie Sektschalen, Sektflöten und Champagner-Gläser
- Sourgläser (für Sours), die in der Form Südwein- oder Sektgläsern ähneln
- Margaritagläser (für Margaritas), eine vor allem in den Vereinigten Staaten verbreitete Variante der Cocktailschale
- Fancygläser (vor allem für tropische und fruchtige Cocktails), darunter das Squallglas und das Hurricaneglas
- Ballongläser, Burgundergläser
- Cognacschwenker
- Irish-Coffee-Gläser
- Likörgläser, Cordial-Gläser, Likörschalen

Darüber hinaus sind an der Bar auch Nosing-Gläser zur Verkostungen und zum puren Genuss von Spirituosen üblich.

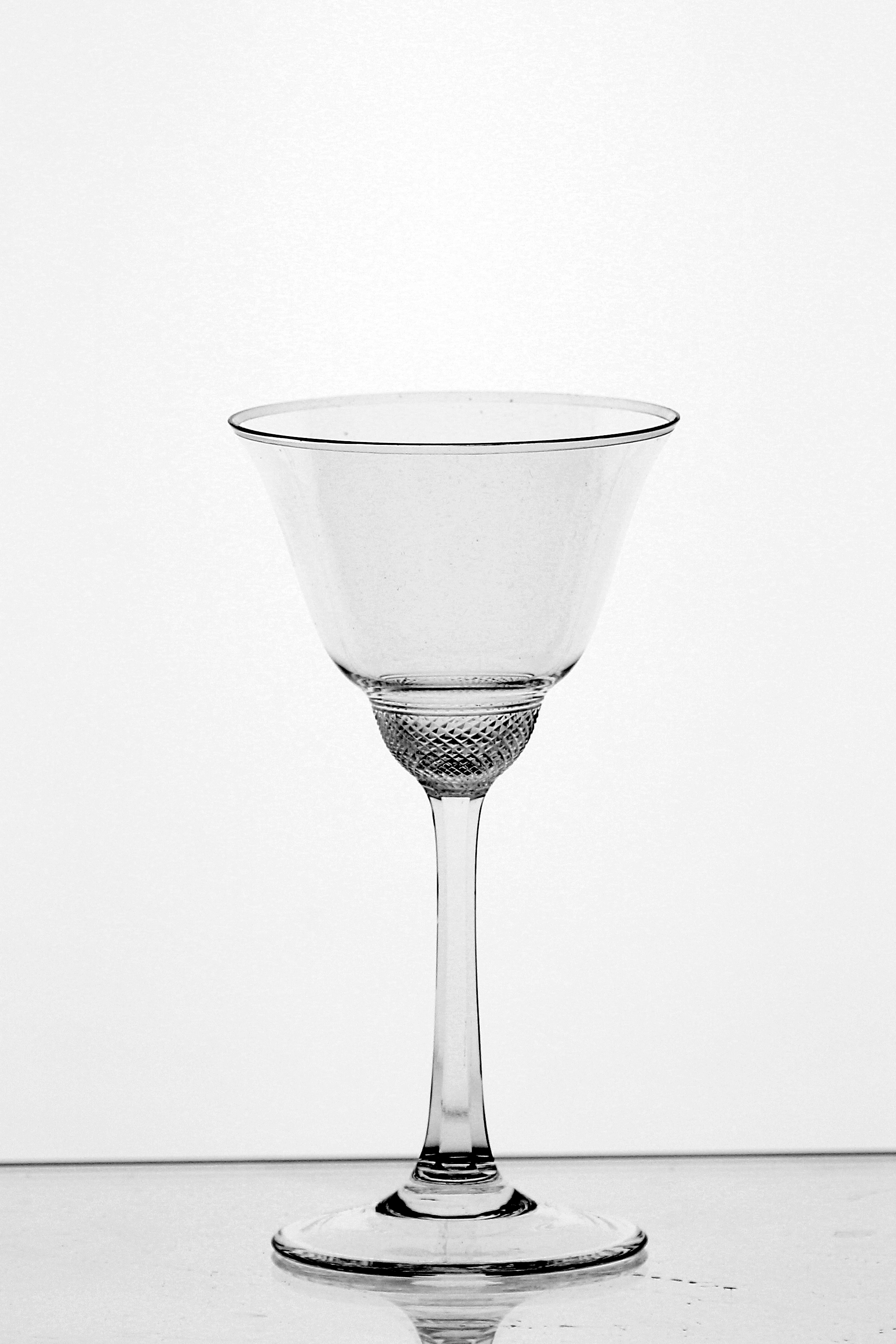
Weinkelch
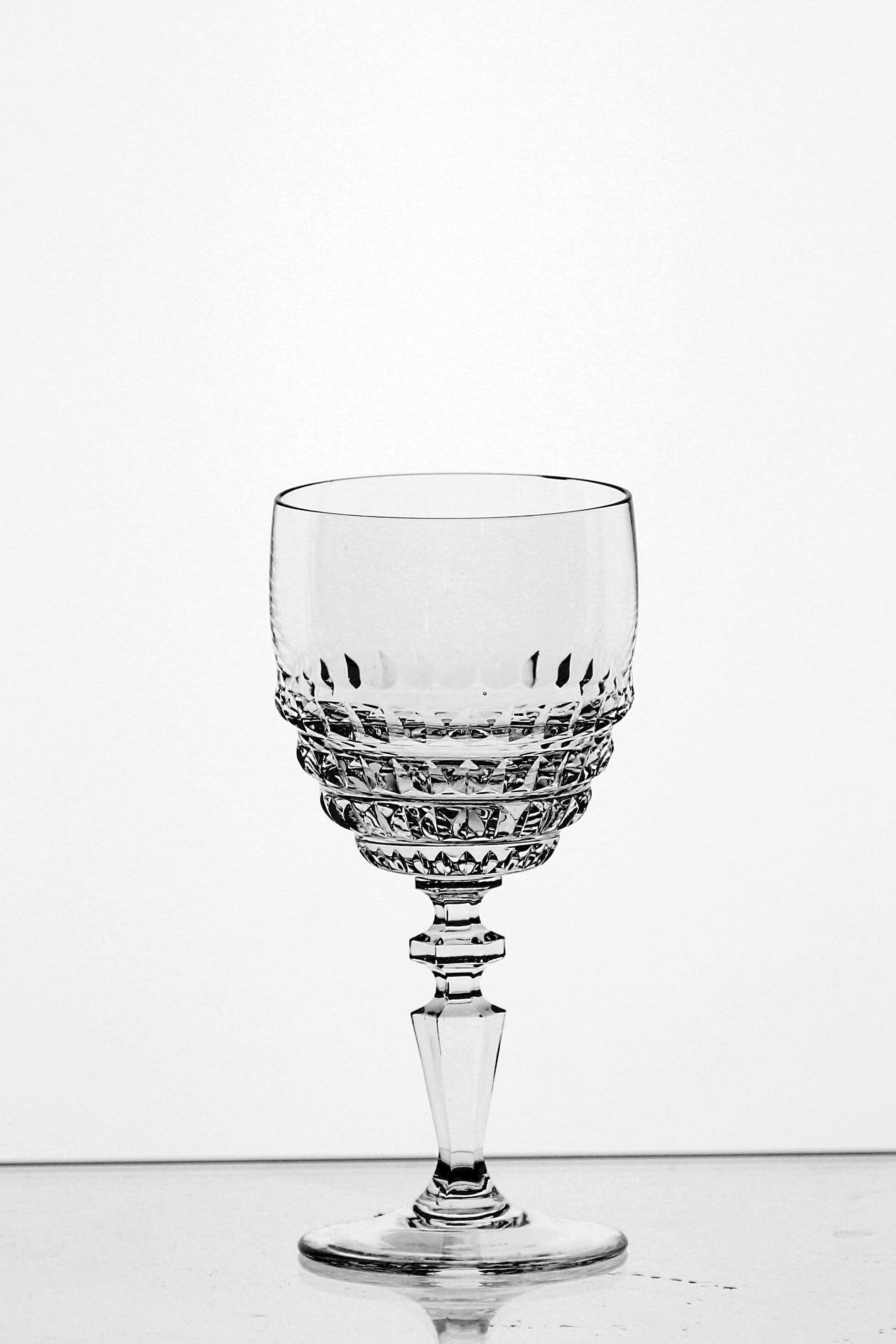
Weinkelch
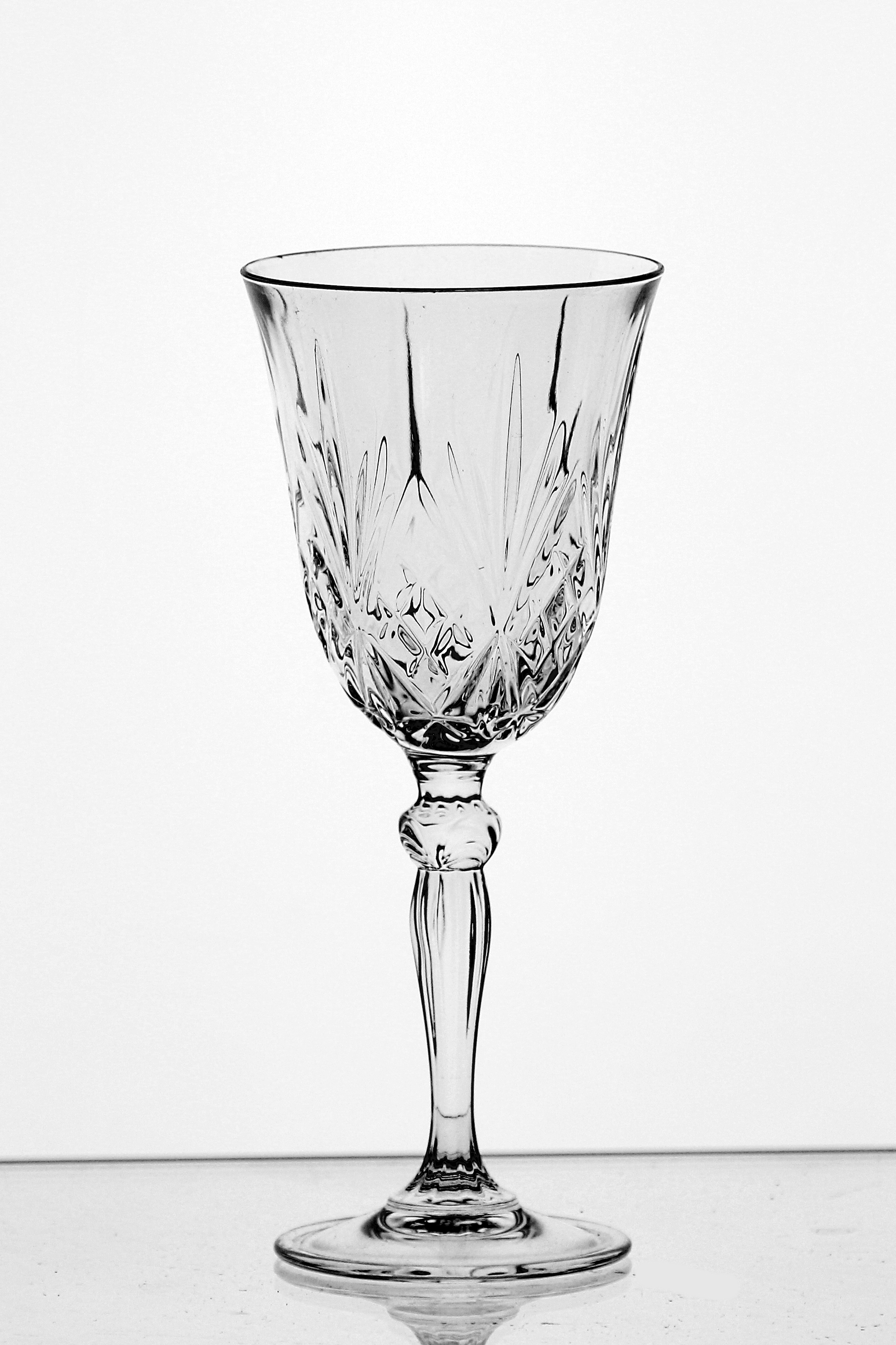
Weinkelch
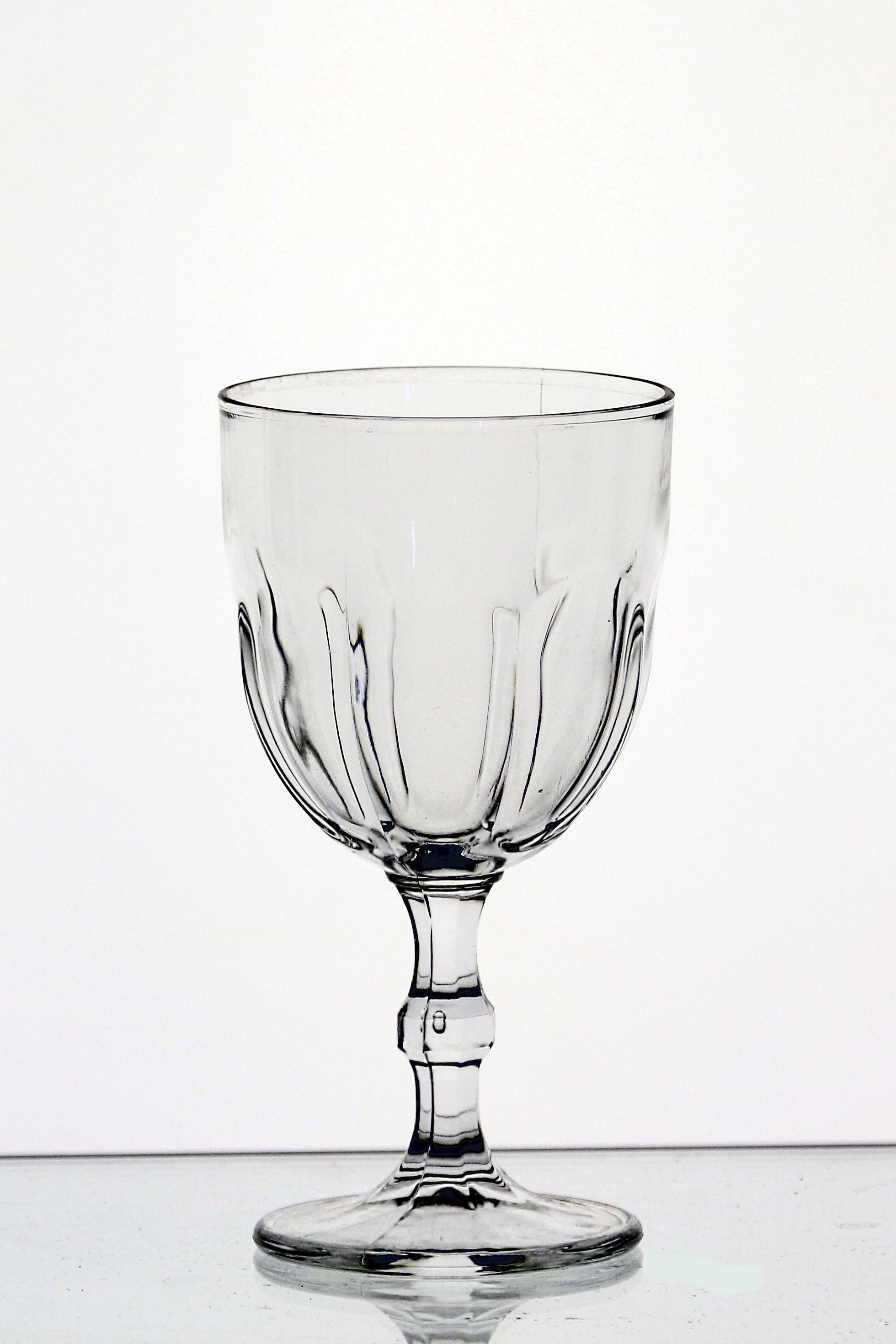
Pokal, Goblet
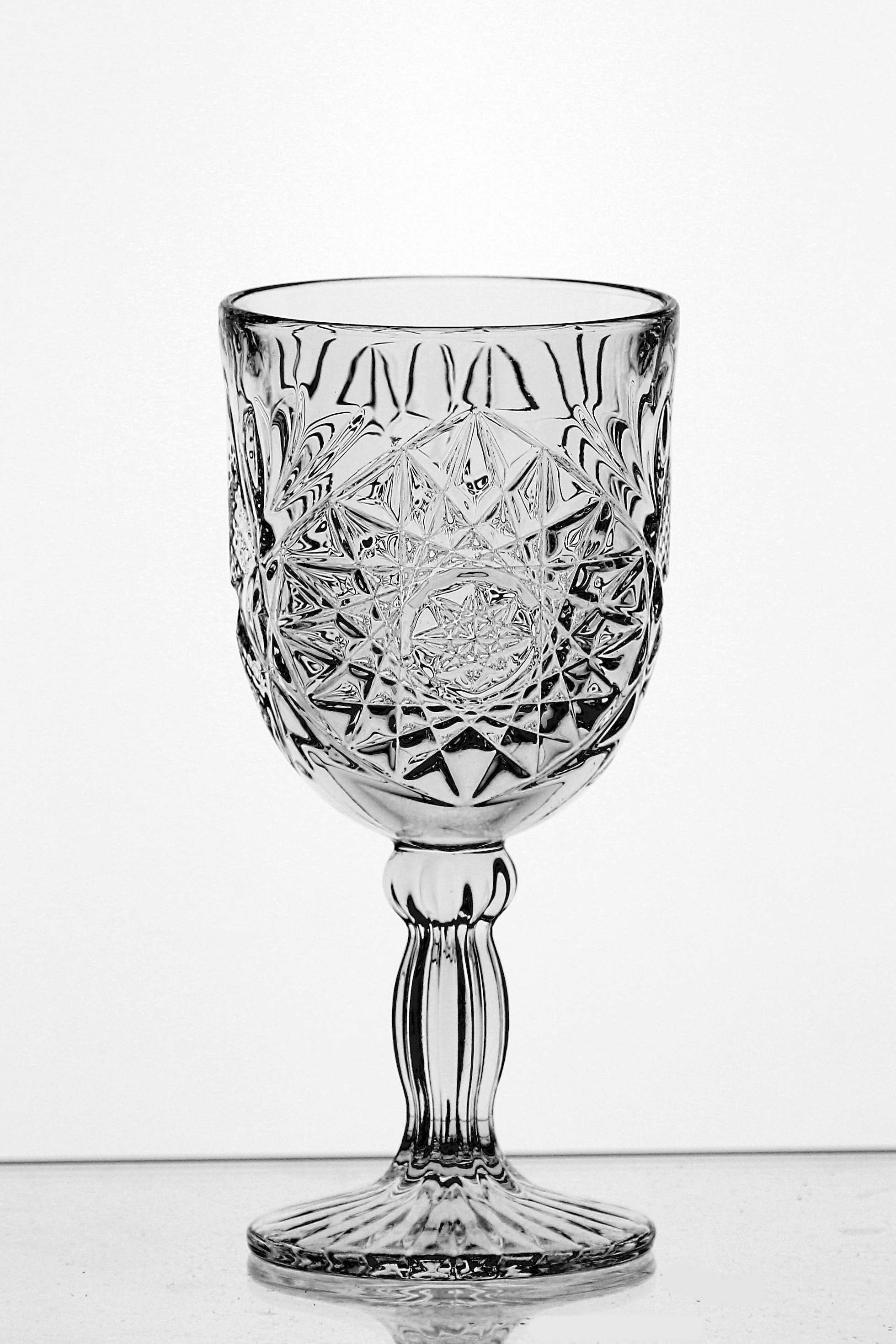
Pokal, Goblet
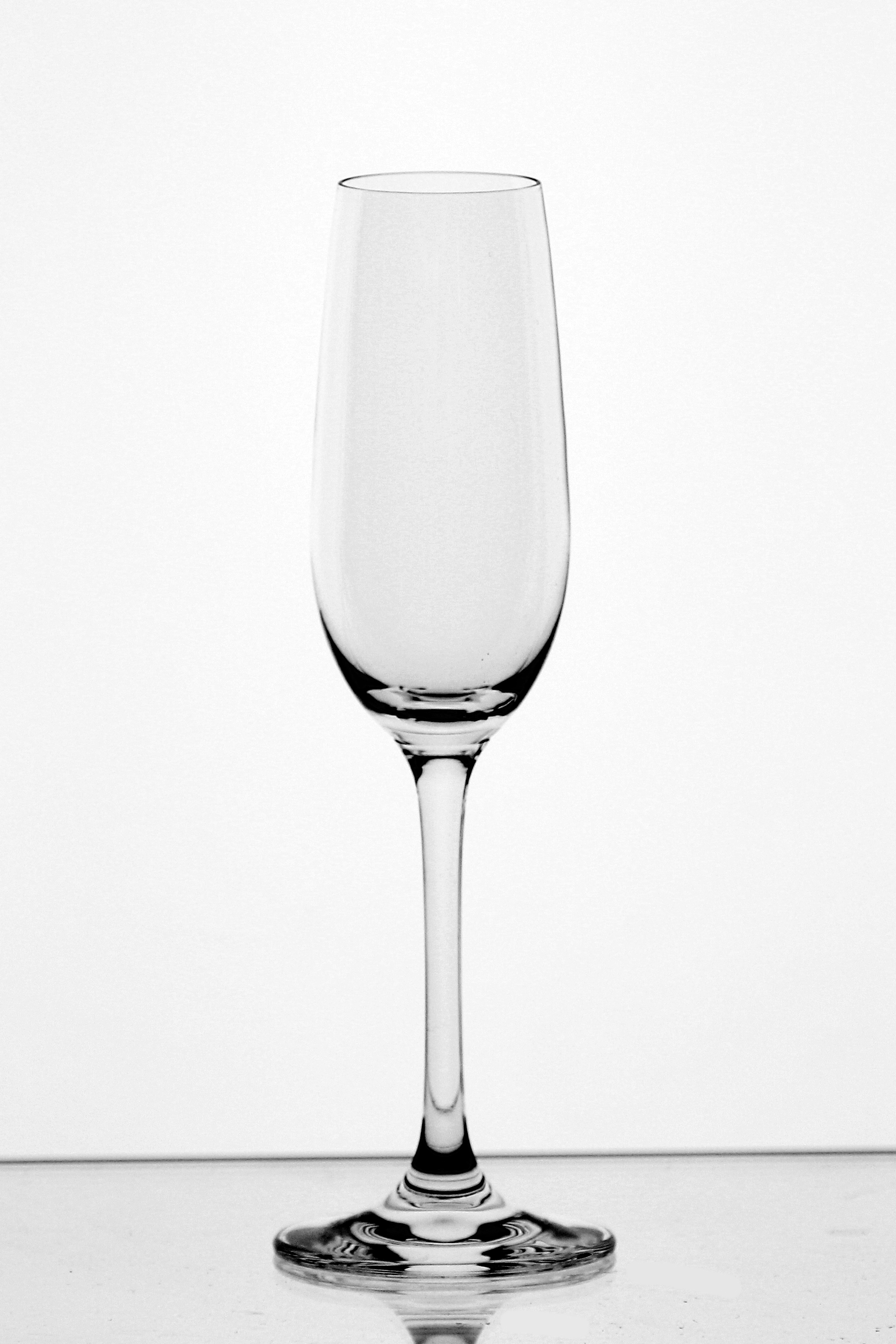
Sektglas, Sour-Glas
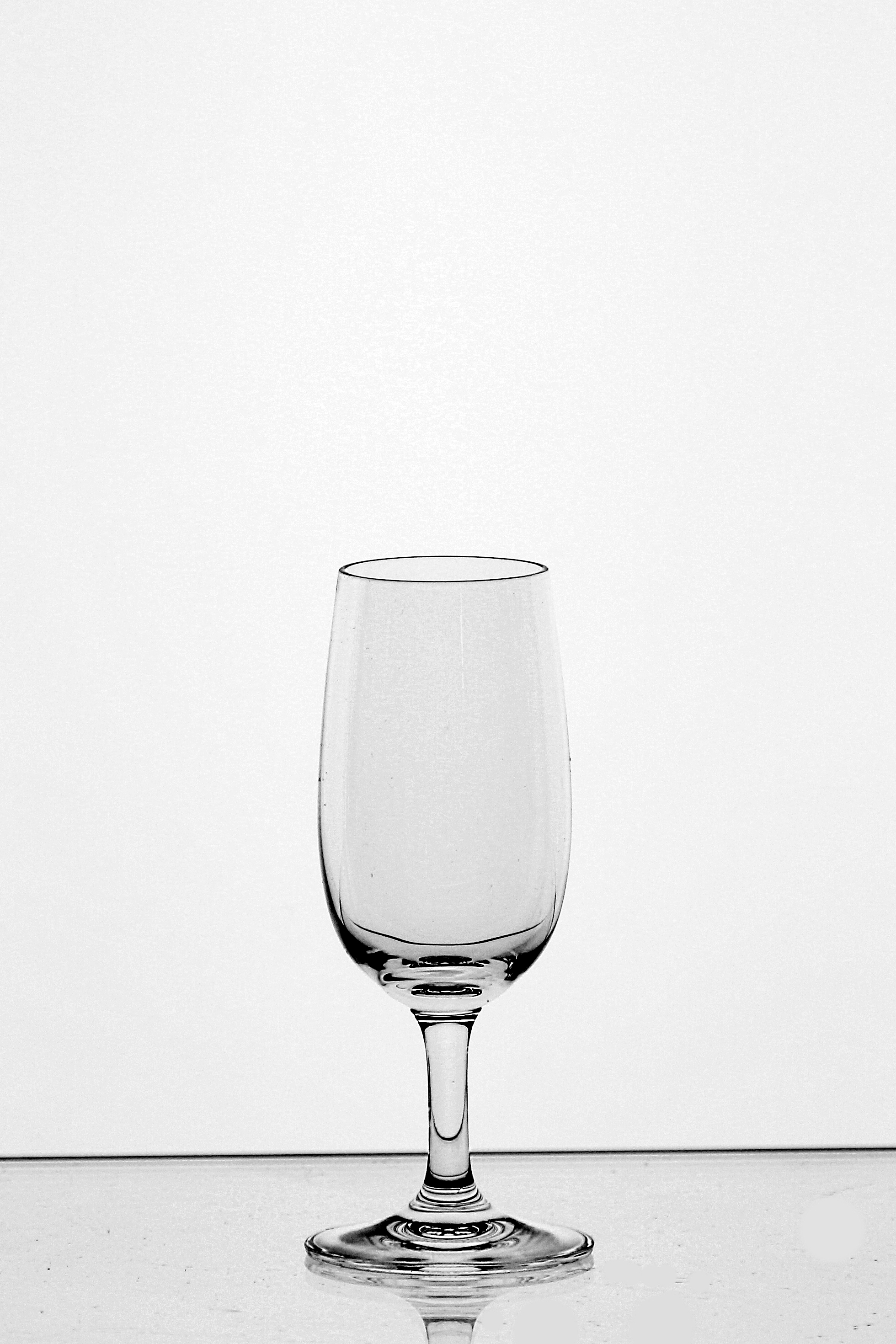
Sour-Glas, Sherry- oder Südweinglas
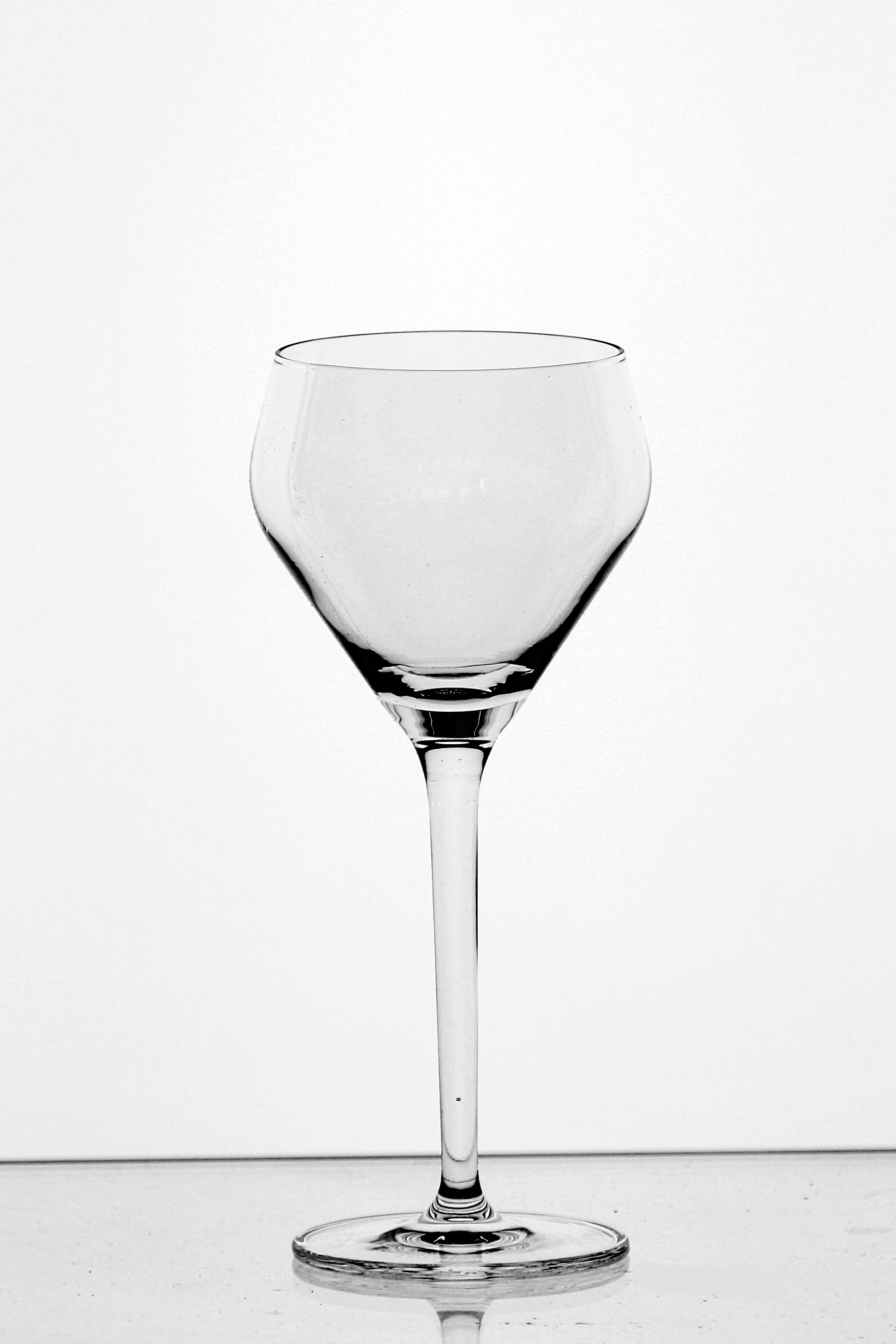
Stielglas für Shortdrinks
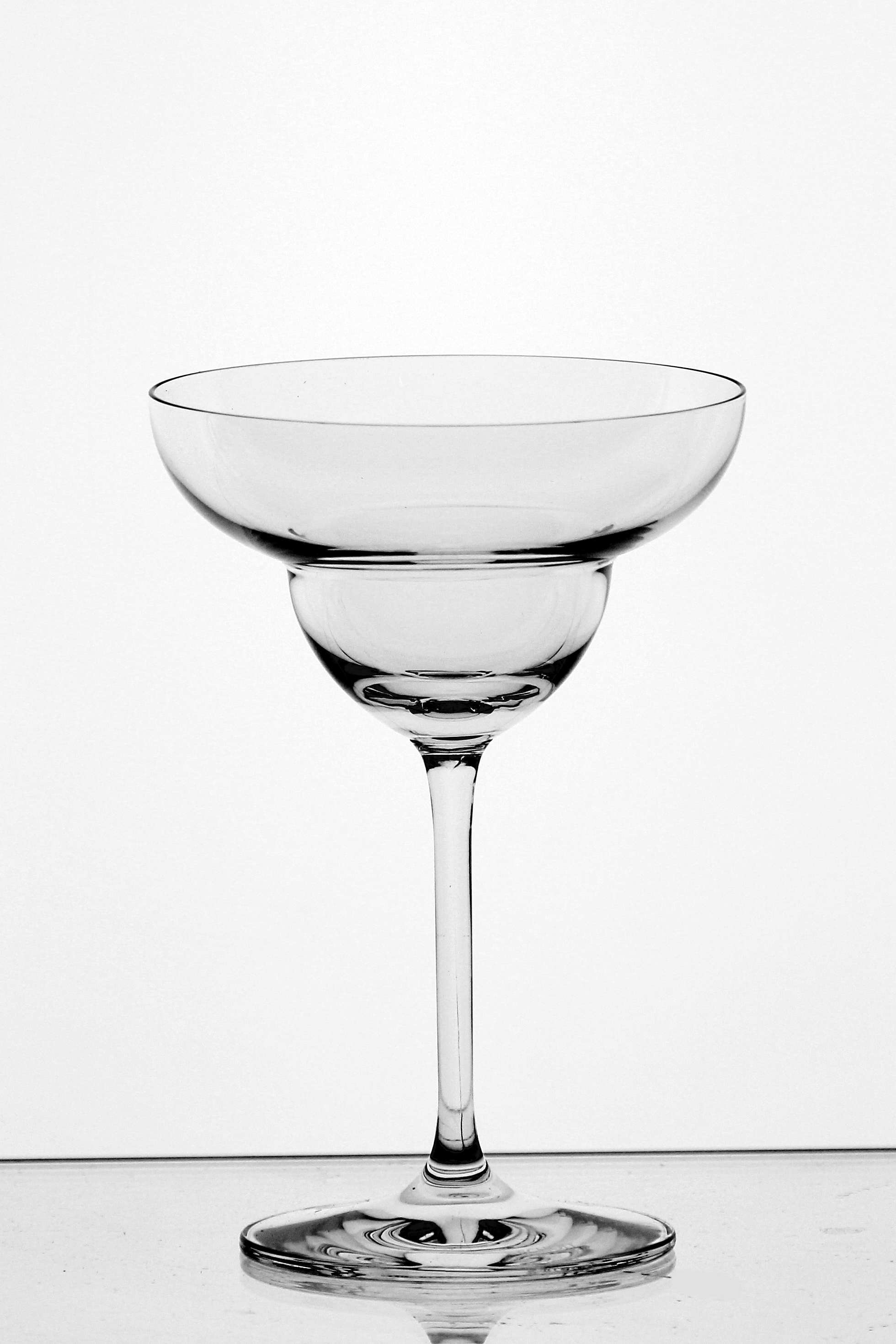
Margaritaglas
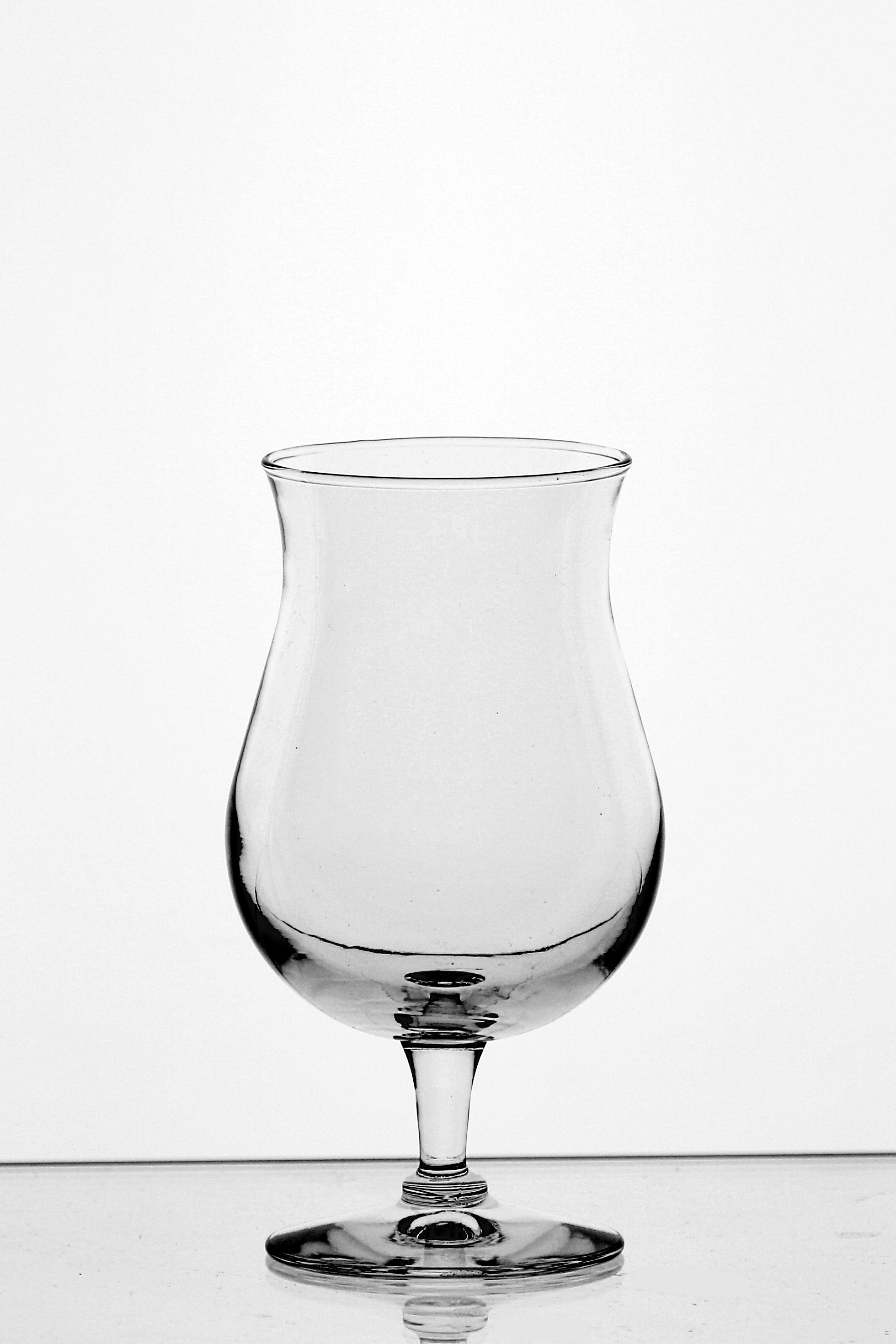
Fancy-Glas, Squallglas
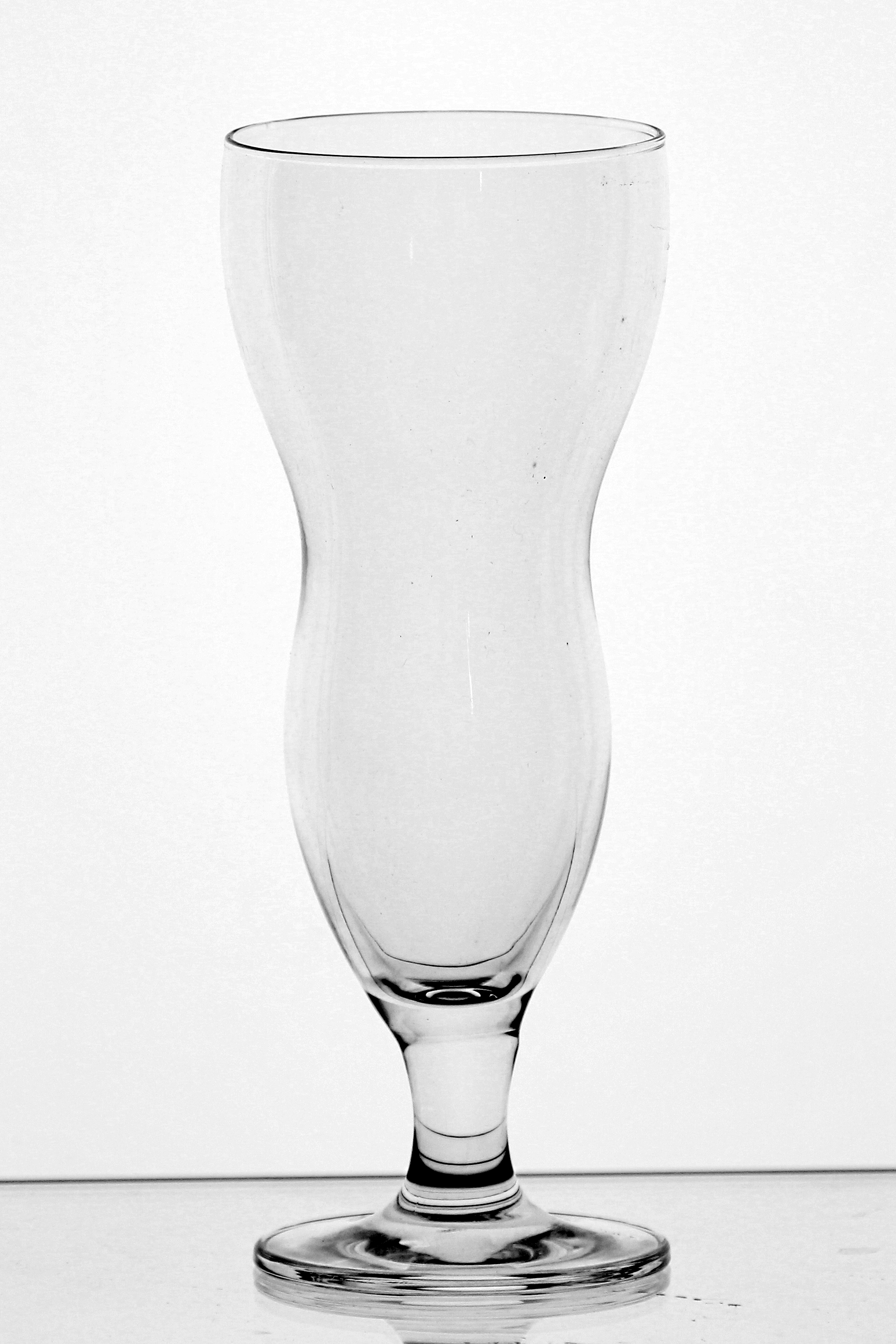
Fancy-Glas
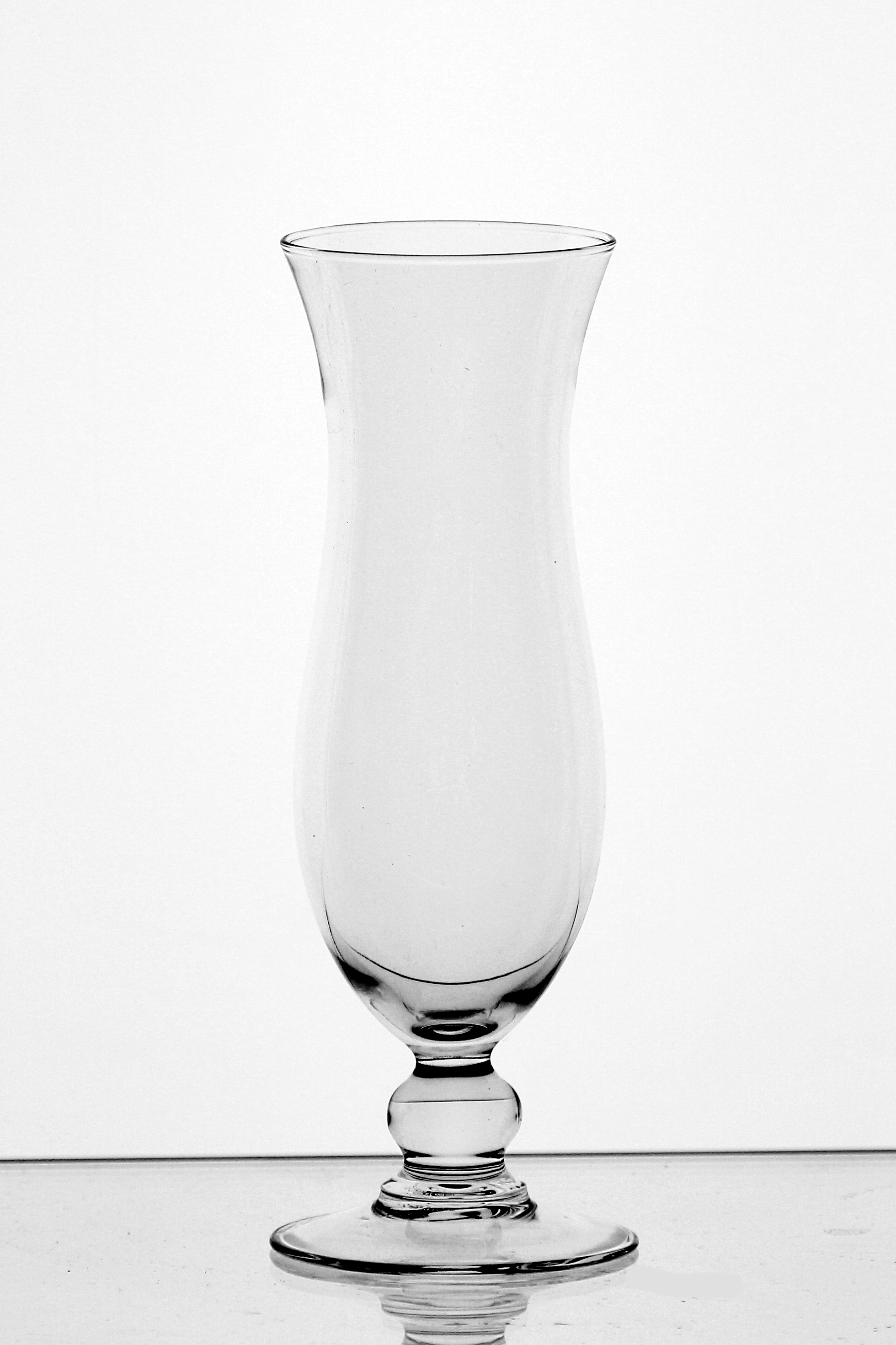
Hurricaneglas
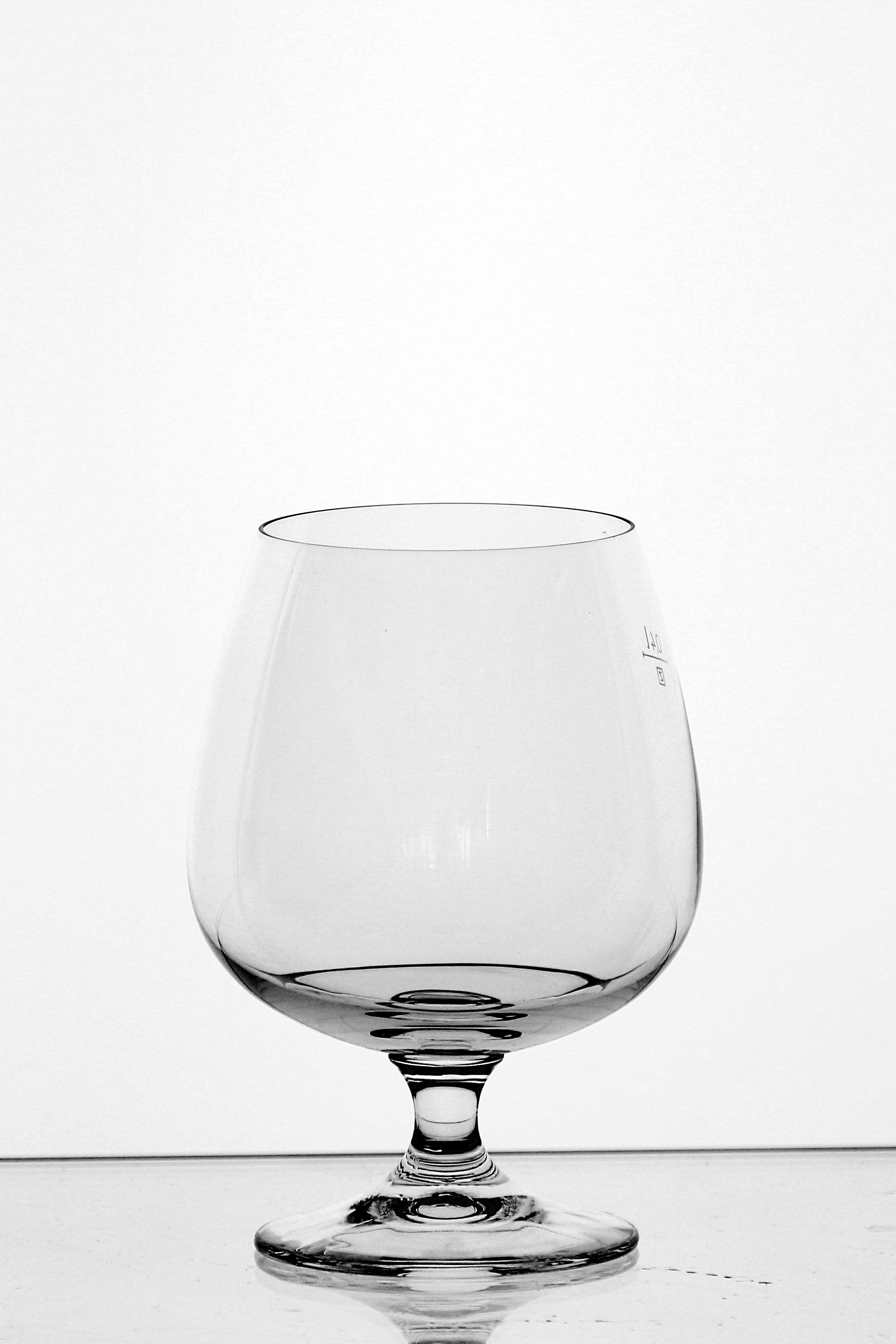
Cognacschwenker
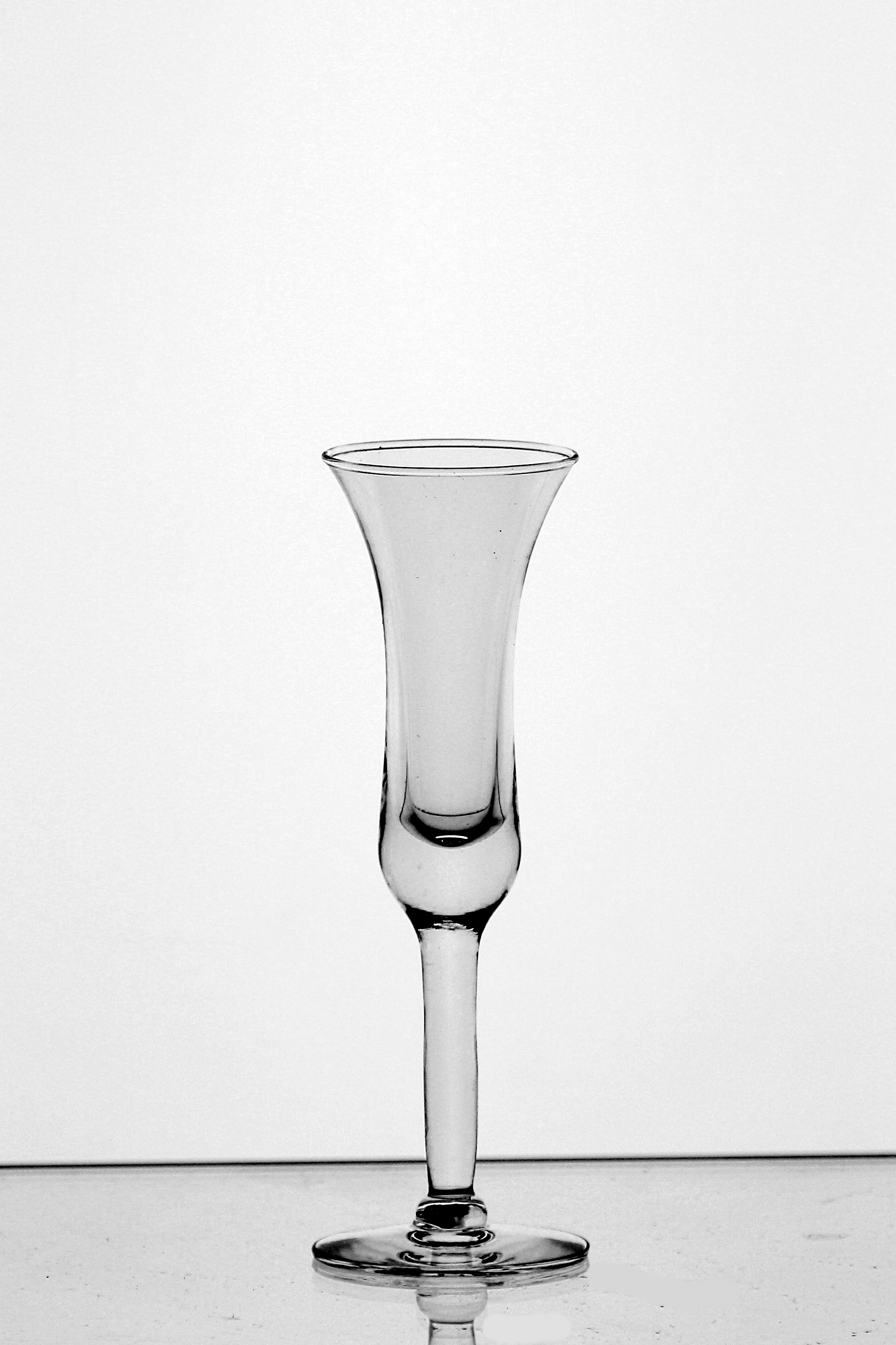
Cordial-Glas, für Liköre und Pousse Cafés
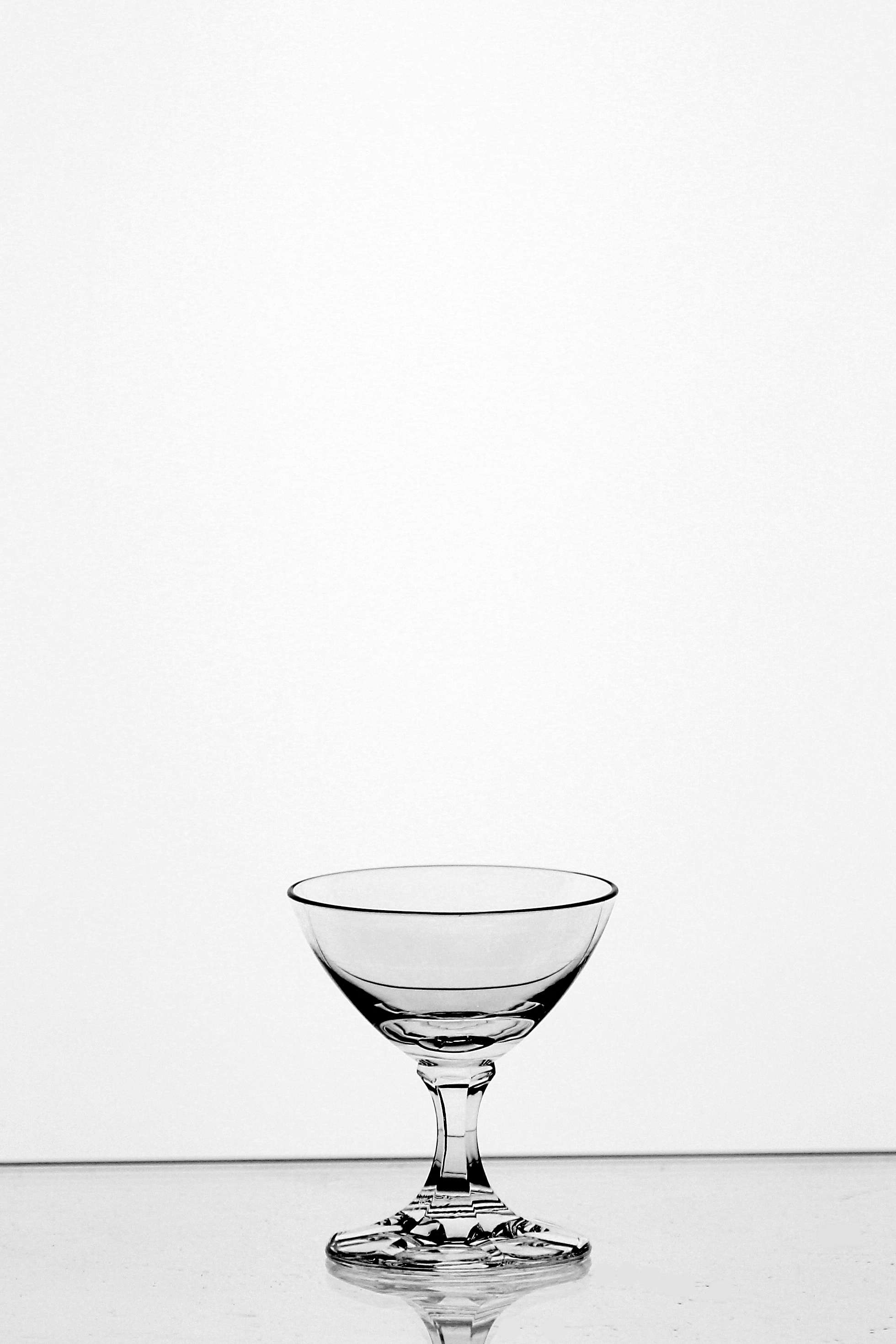
Likörschale
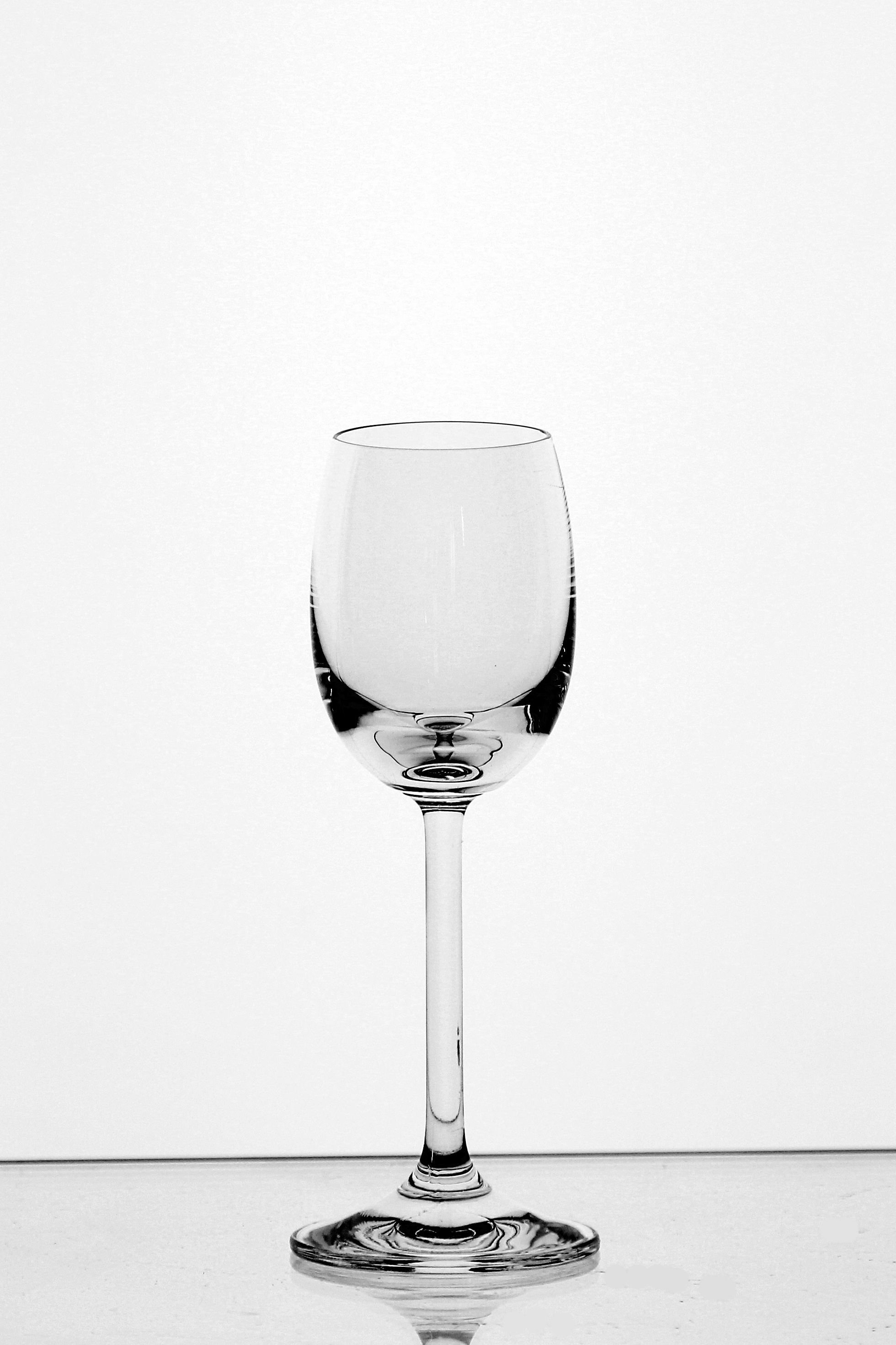
Likörglas mit Stiel
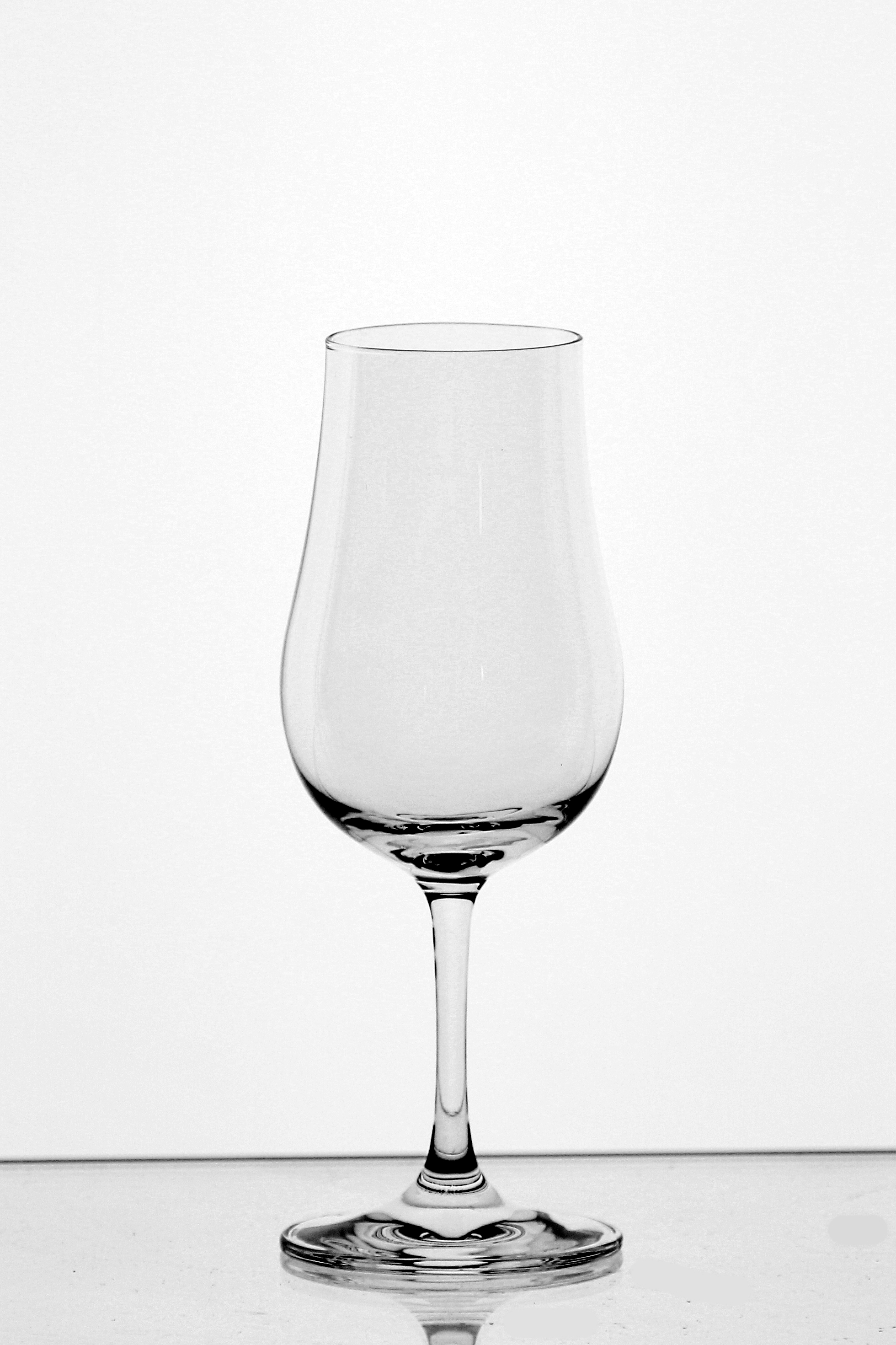
Nosing-Glas

## Bechergläser
Bechergläser werden vor allem für Cocktails verwendet, die mit Eiswürfeln im Glas serviert werden und sind an der Bar in zahlreichen Formen und Größen üblich, beginnend mit Schnapsgläsern für sogenannte Shots, die mit lediglich 2 bis 4 cl ausgeschenkt werden, über Whiskygläser bzw. Whiskybecher mit 200 bis 300 ml, Highball- und kleineren Longdrinkgläsern mit 200 bis 300 ml bis hin zu großen Becher-, Collins- und Longdrinkgläsern mit einem Volumen deutlich über 300 ml.

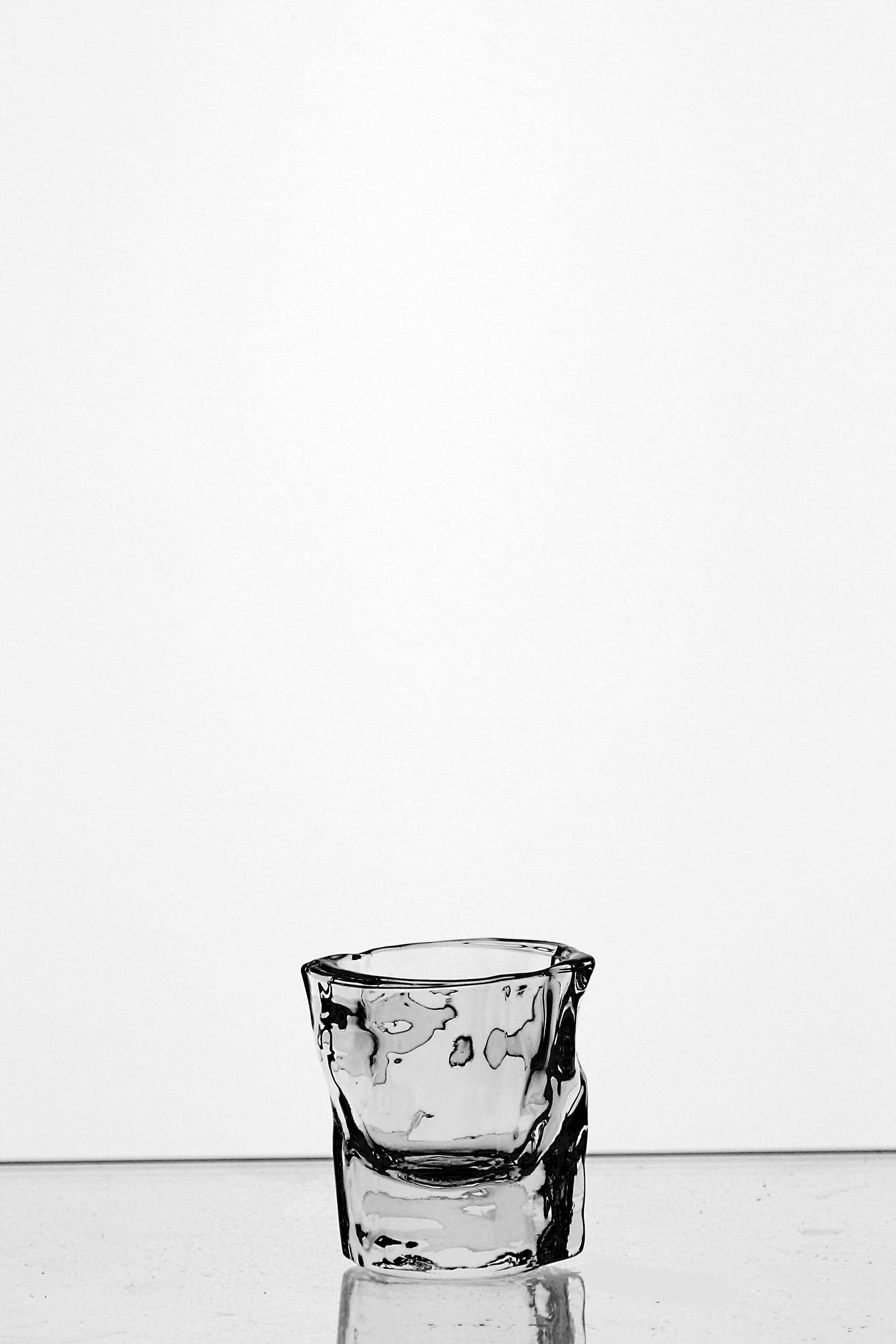
Schnapsglas, Shooter- oder Shot-Glas (hier in Eis-Optik)
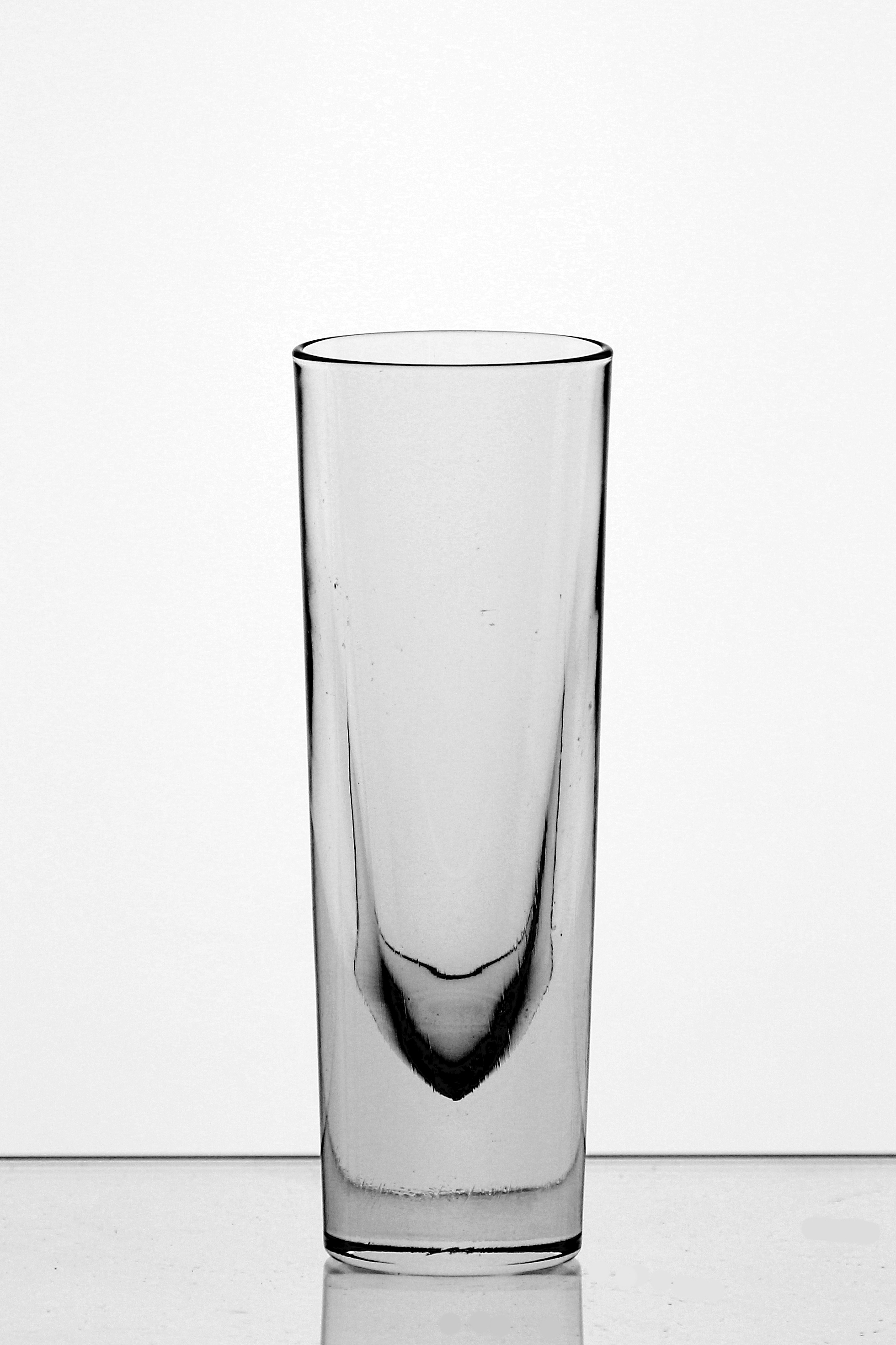
Aperitifglas, vor allem für italienische Aperitifs
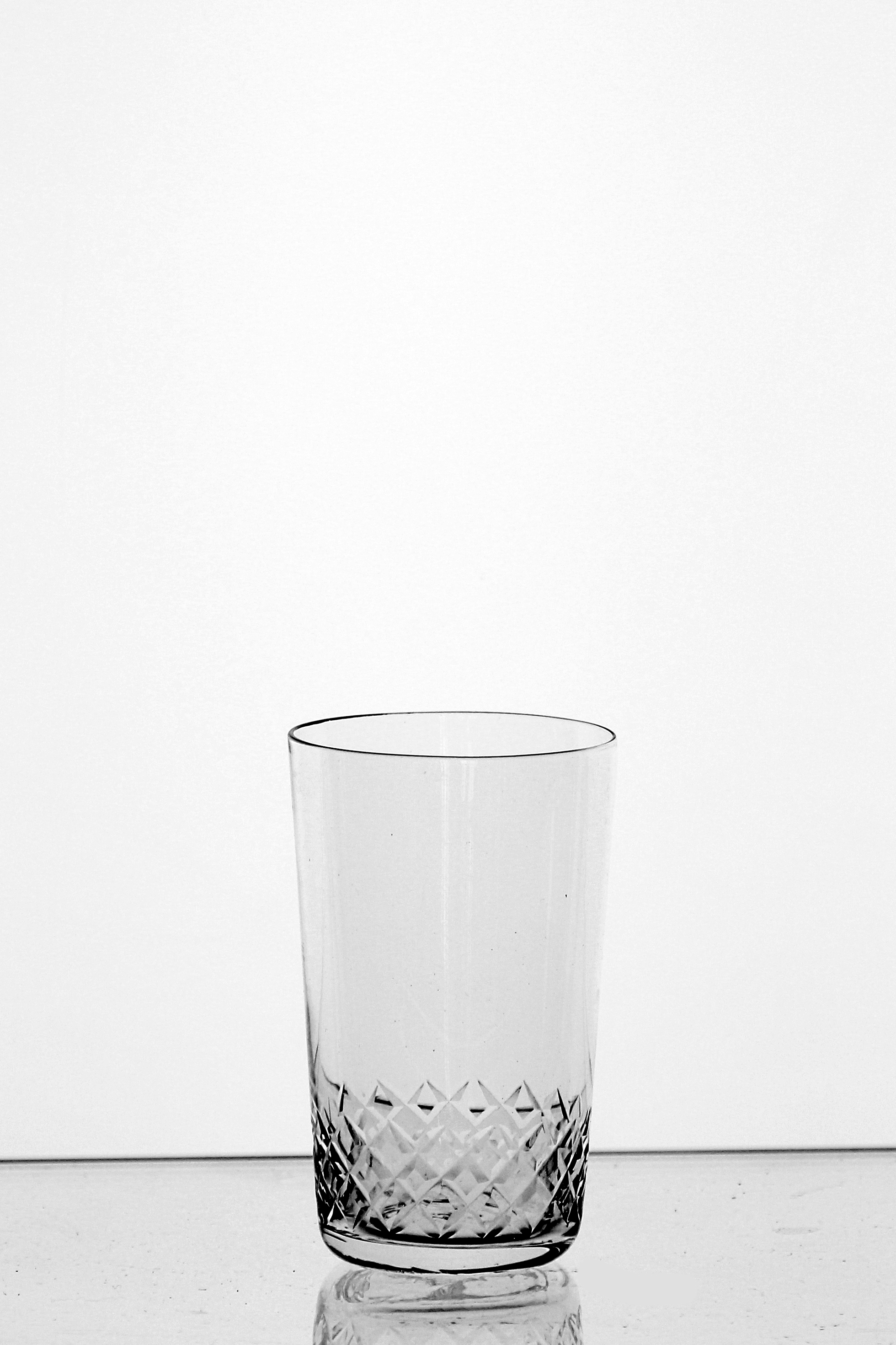
Kleines Becherglas, Fizzglas
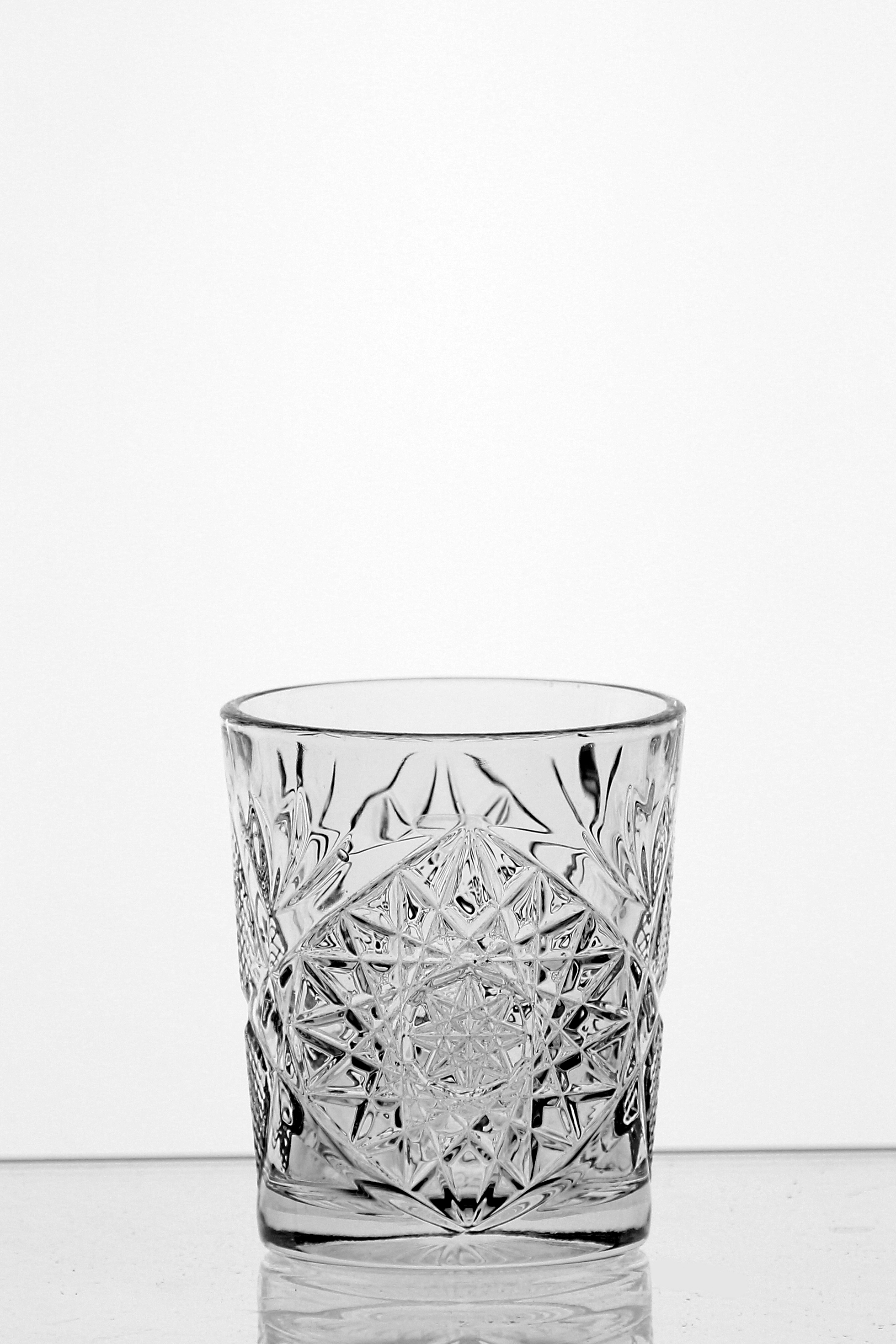
Tumbler, Old-Fashioned-Glas, hier groß als DOF („double-old-fashioned“)
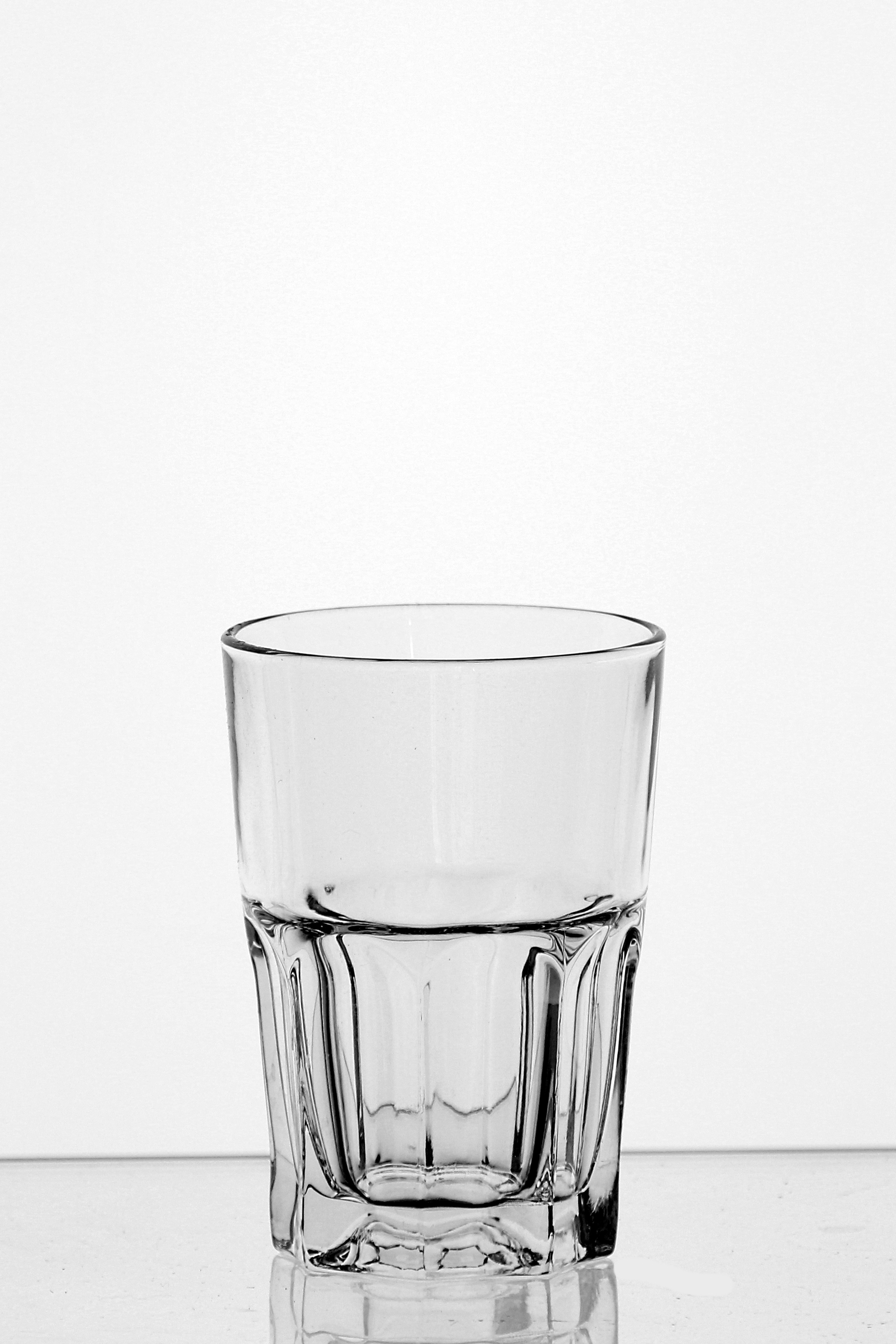
Großes Becherglas
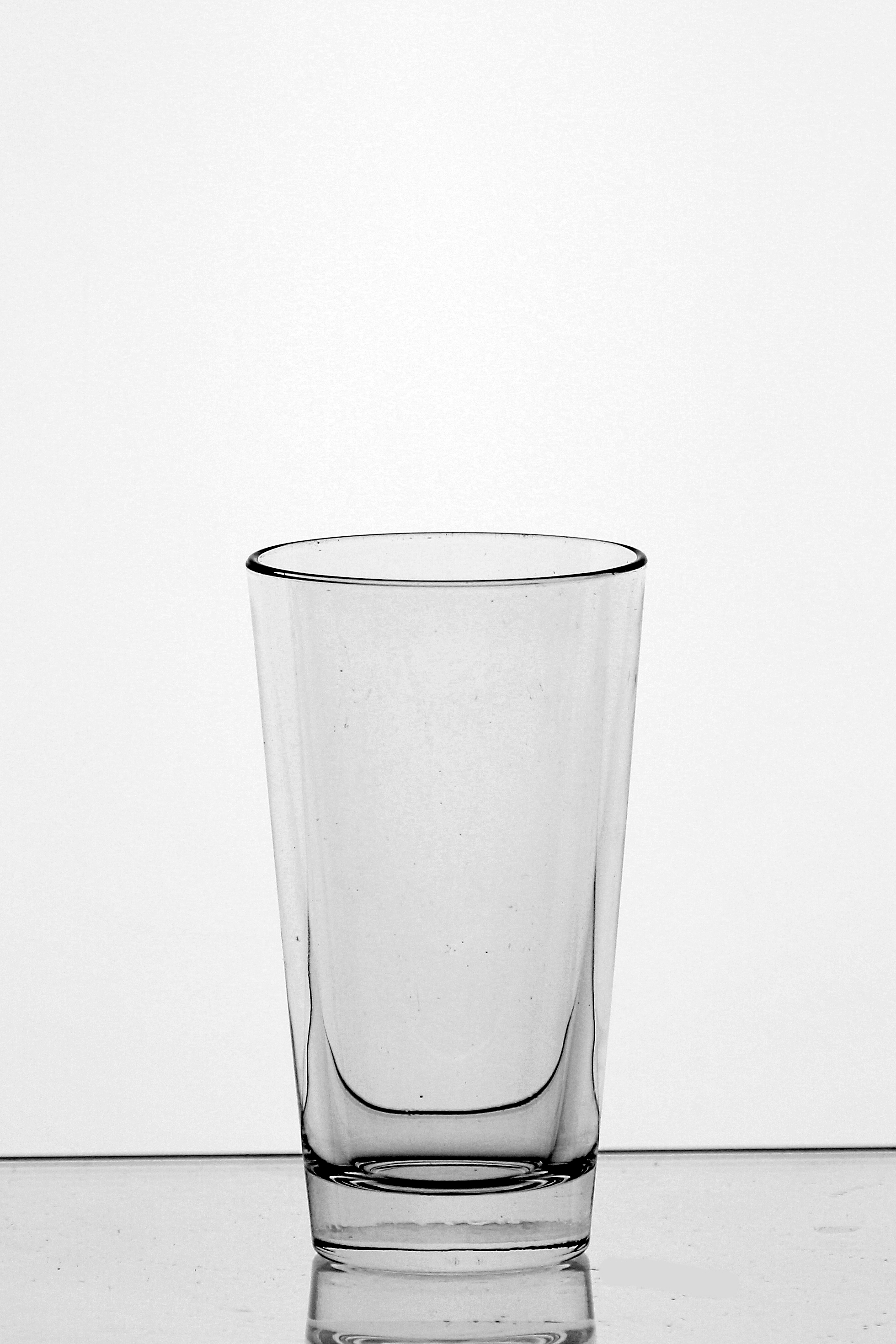
Highballglas, Longdrinkglas
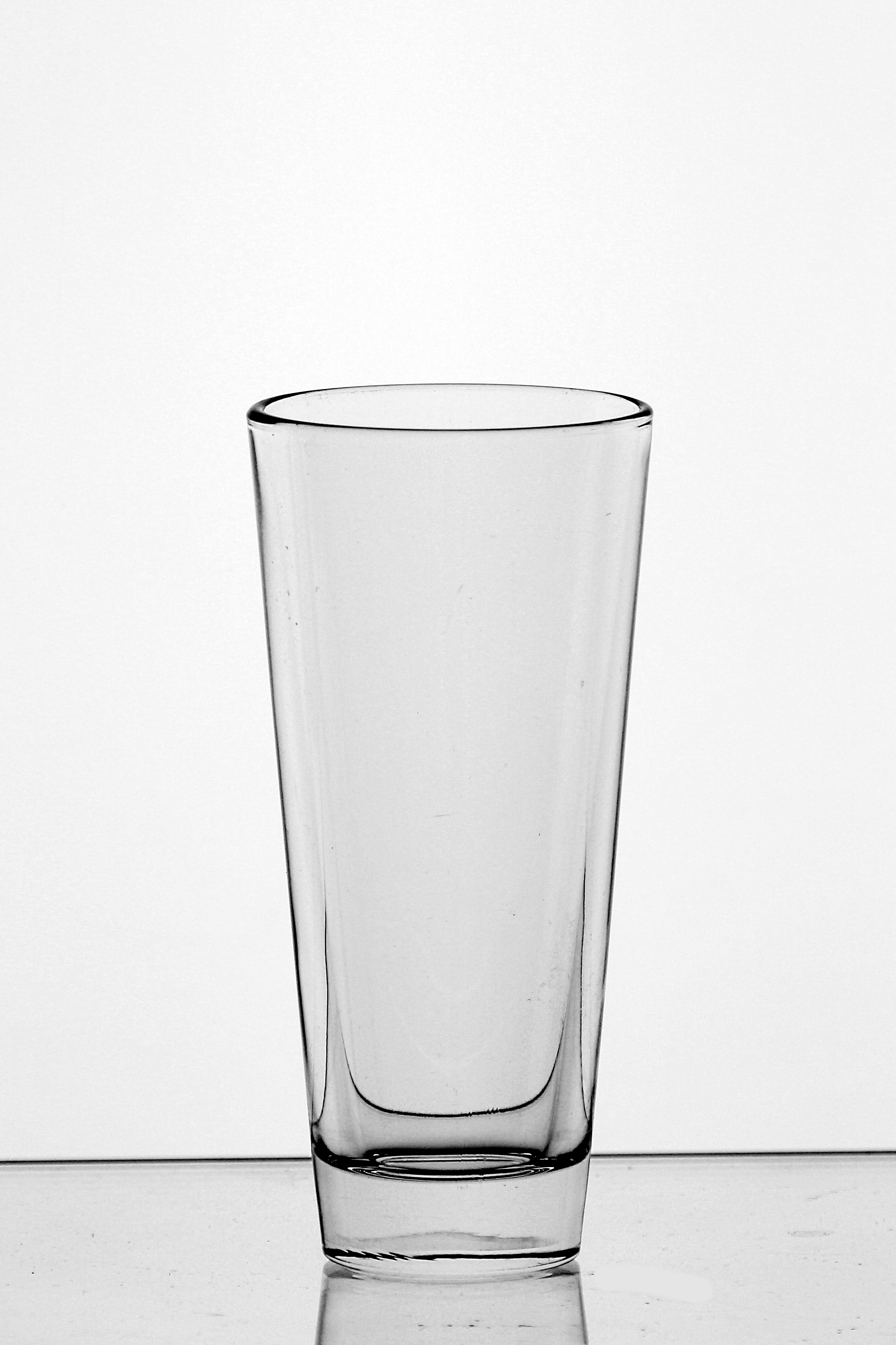
Collinsglas, Longdrinkglas
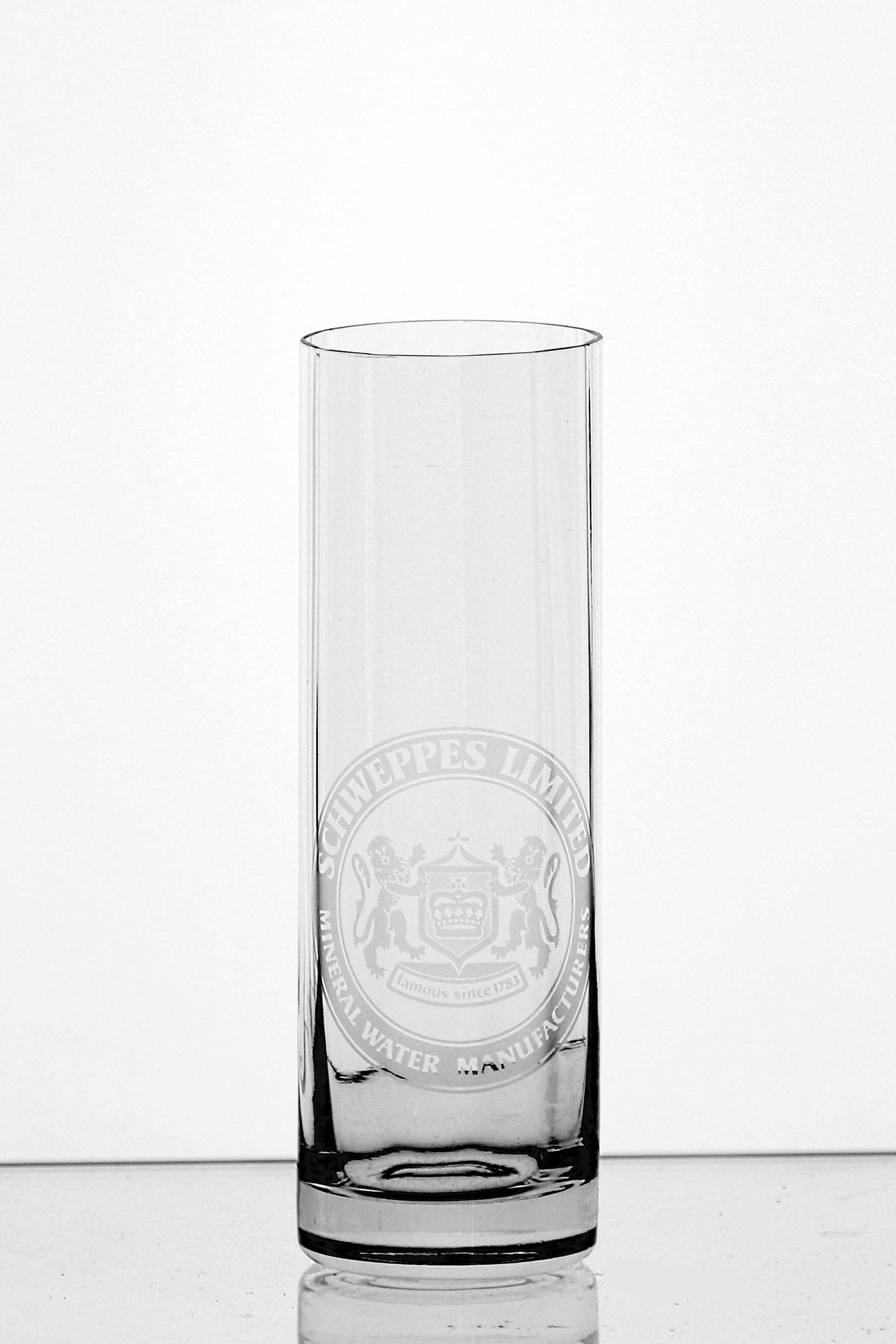
Großes Longdrinkglas

## Weitere Trinkgefäße für Cocktails
Beispiele für weitere Trinkgefäße sind
- Bowlenglas (für Bowle)
- Punschglas (für heißen Punsch)
- Grogglas (für Grog)
- weitere Gläser und Becher mit Henkel für alkoholische Heißgetränke
- Henkelbecher und Gläser mit Schraubdeckel, eine Mode seit den 2010er Jahren
- Tiki-Mugs, in der Regel aus Steingut gefertigte und glasierte Gefäße für exotische Tiki-Cocktails
- Silberbecher, zum Beispiel für Mint Julep

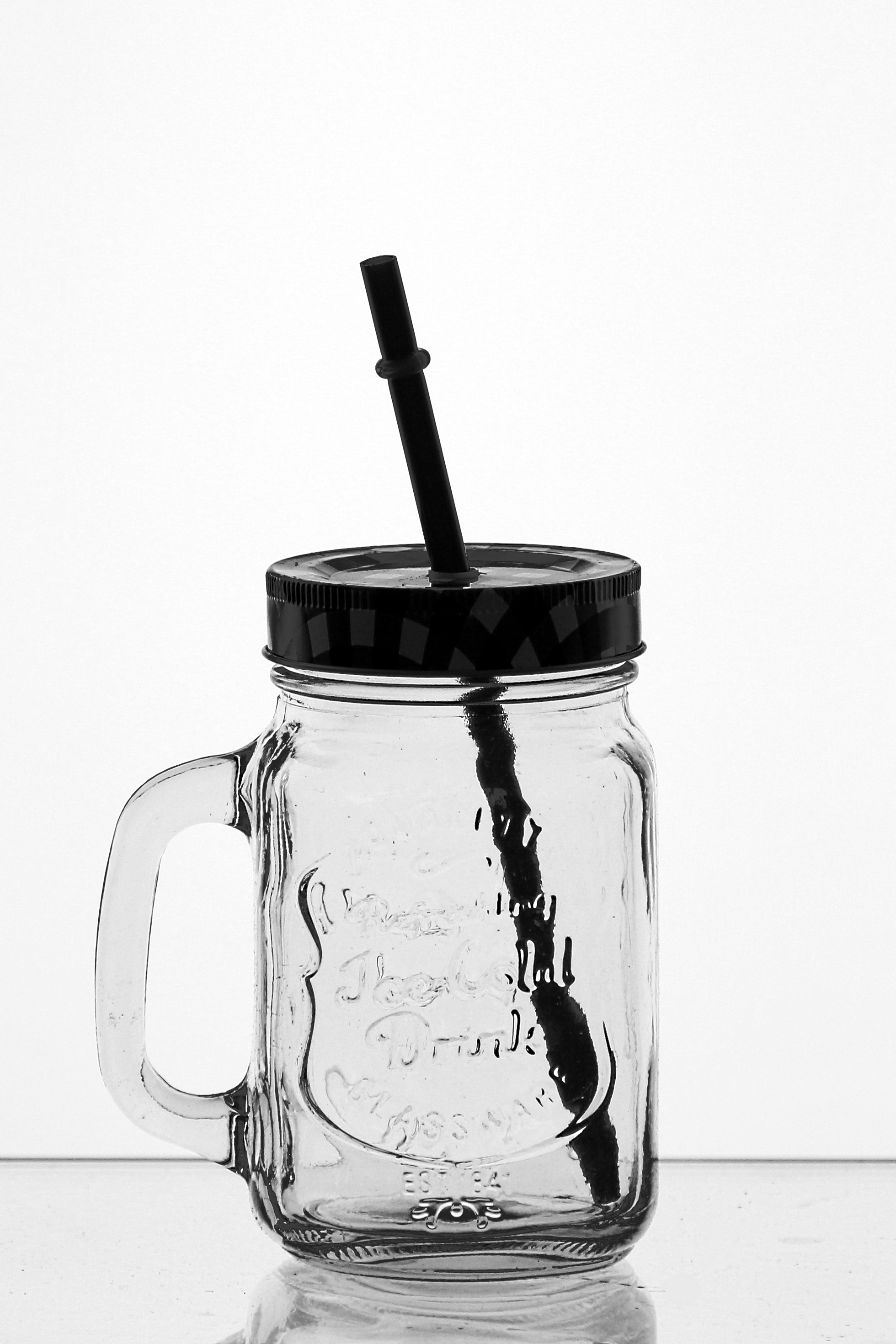
Glasbecher mit Deckel und Trinkhalm
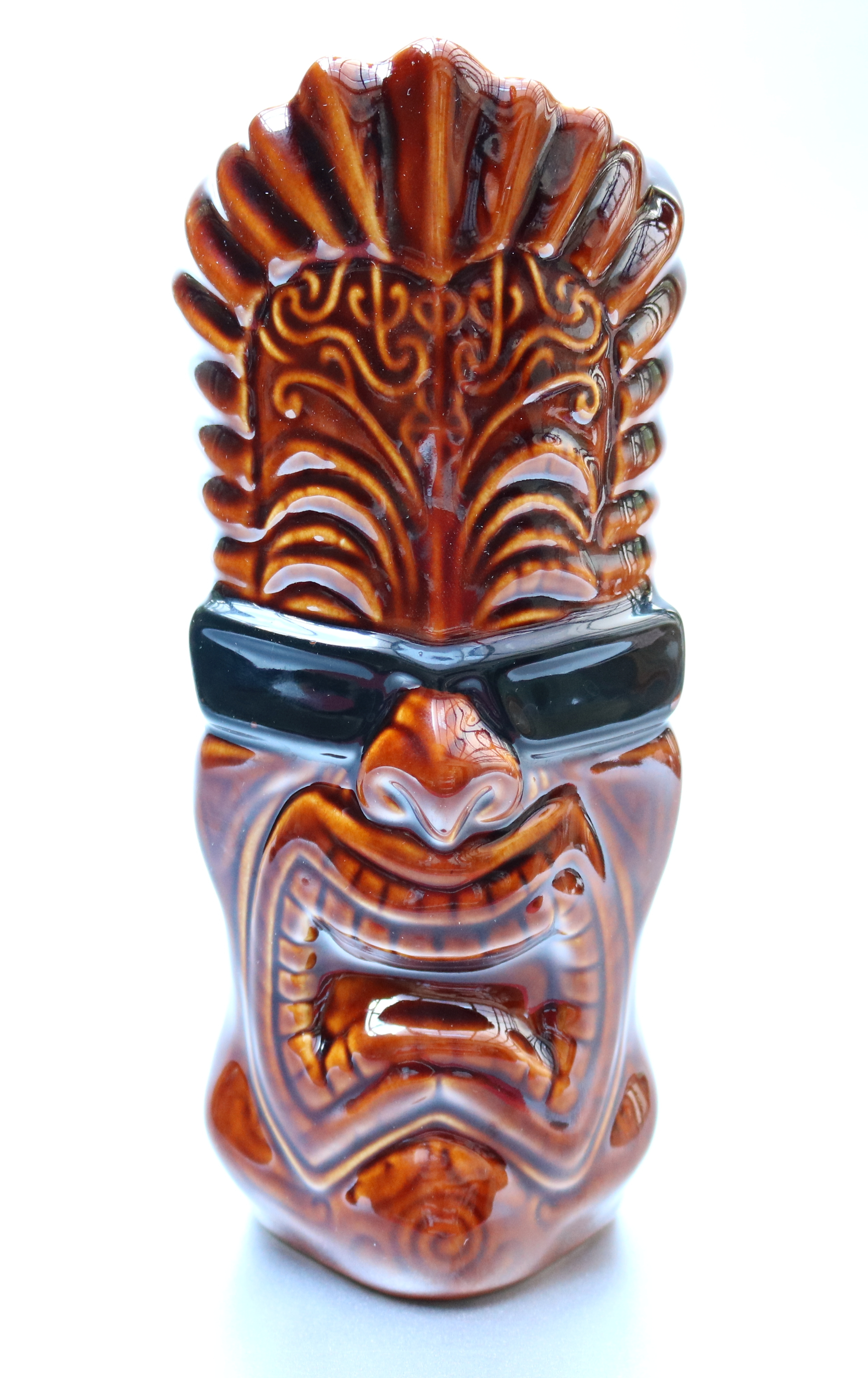
„Tikinator“ Tiki Mug
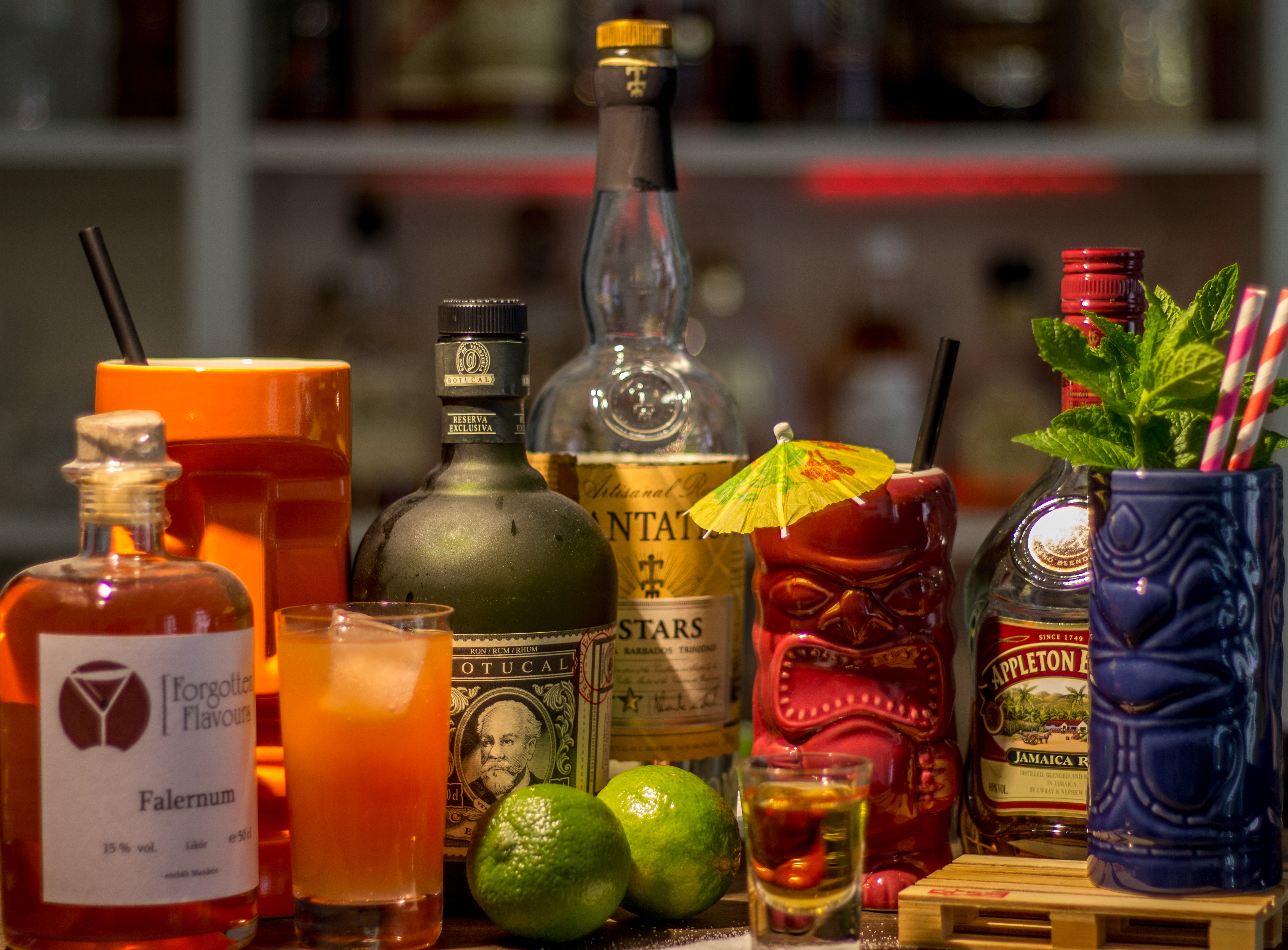
Tiki-Mugs (rechts)
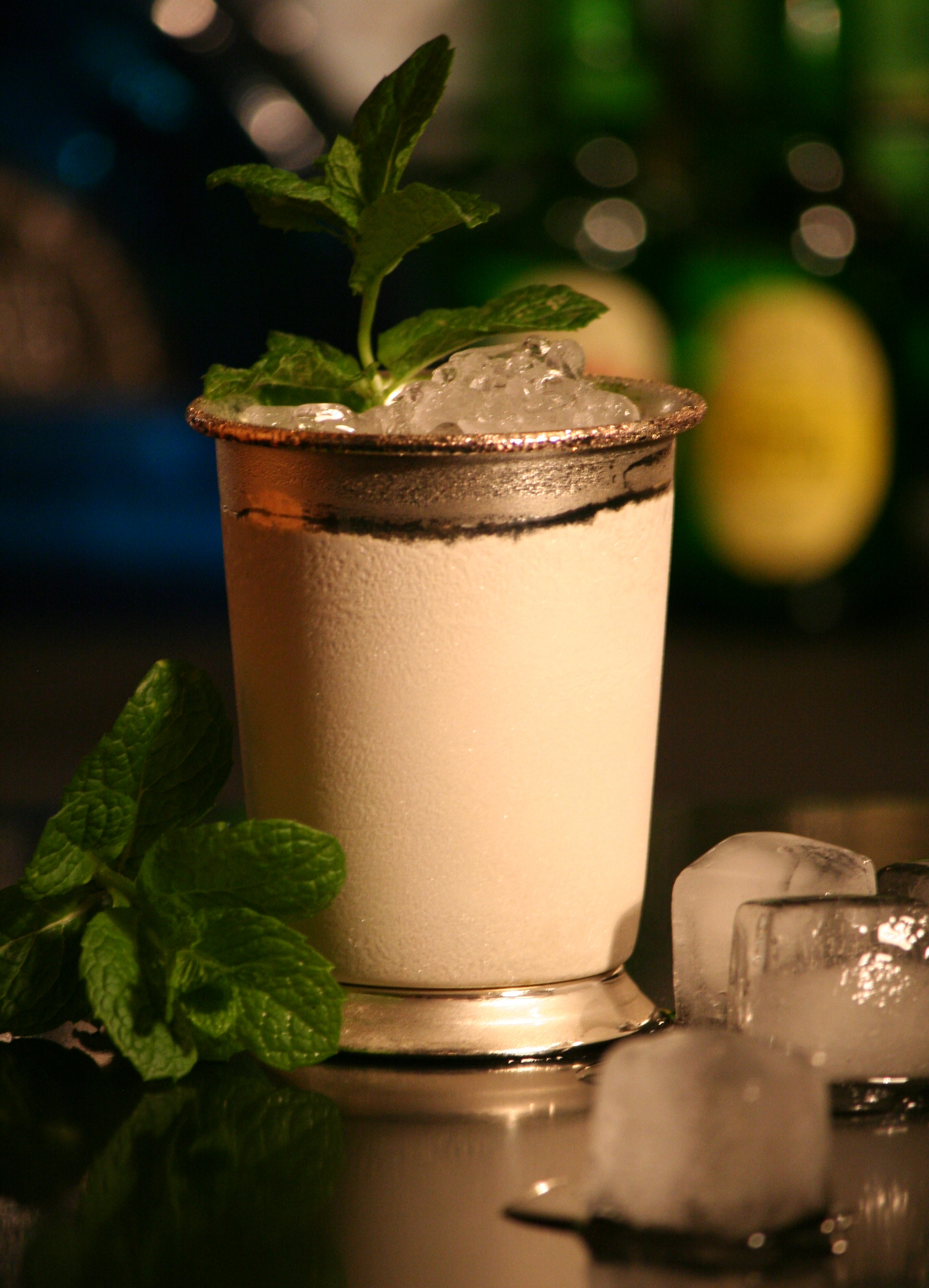
Mint Julep im Silberbecher
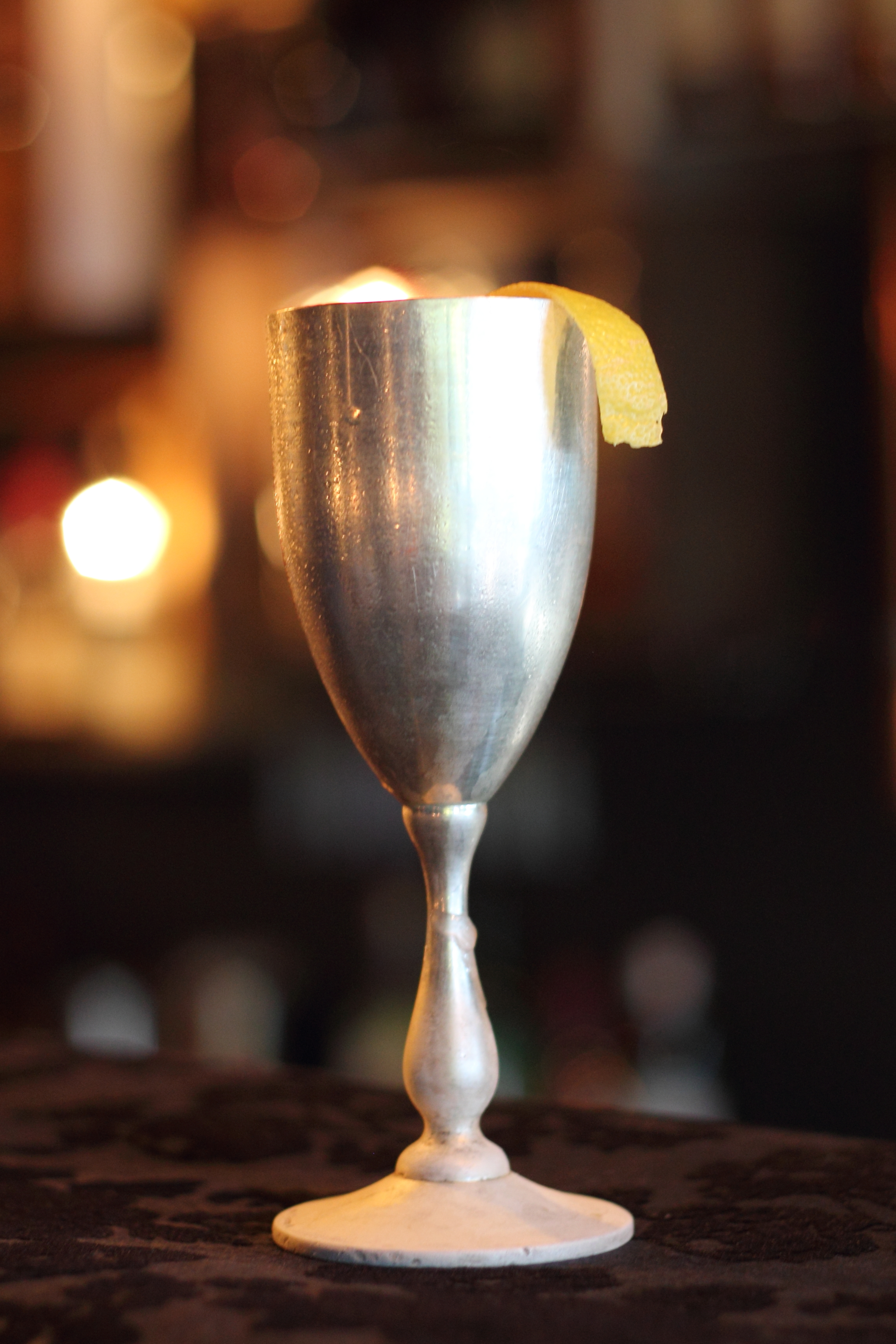
Prince of Wales im Silberbecher

## Kühlen von Cocktailgläsern
Cocktailgläser werden regelmäßig vorgekühlt (fachsprachlich gefrostet), so dass sich der in ihnen servierte Drink nicht so schnell wieder erwärmt. Das Vorkühlen spielt vor allem bei Shortdrinks eine Rolle, die nach dem Mixen mit Eiswürfeln „straight up“, also ohne Eis, in Stielgläsern serviert werden. Bei Longdrinkgläsern, insbesondere für Drinks, die im Gästeglas selbst zubereitet (fachsprachlich im Glas gebaut) werden, wird hingegen oft auf das Vorkühlen verzichtet, da die in das Glas gegebenen Eiswürfel oder das Crushed Ice den Drink ausreichend kalt halten.
In der Gastronomie werden Cocktailgläser häufig in Tiefkühlgeräten aufbewahrt, so dass sich beim Servieren eine leichte Frostschicht auf dem Glas bildet. Alternativ können Cocktailgläser auch noch an der Theke heruntergekühlt werden, indem man sie mit Eiswürfeln und gegebenenfalls etwas Wasser füllt und stehen lässt, während man den Cocktail im Rührglas oder dem Cocktail-Shaker zubereitet. Vor dem Abseihen des Cocktails wird das Eiswasser aus dem zwischenzeitlich gekühlten Glas entfernt. Eine dritte Methode, die allerdings erst in diesem Jahrtausend eine geringe Verbreitung erfuhr, sind CO2-Gläserfroster. Hierbei strömt verflüssigtes Kohlenstoffdioxid aus einer Gasflasche über einen Sprühkopf an die Innenseite des Glaskörpers. Binnen Sekunden kühlt das Glas stark ab und wird mit einer Raureifschicht überzogen.

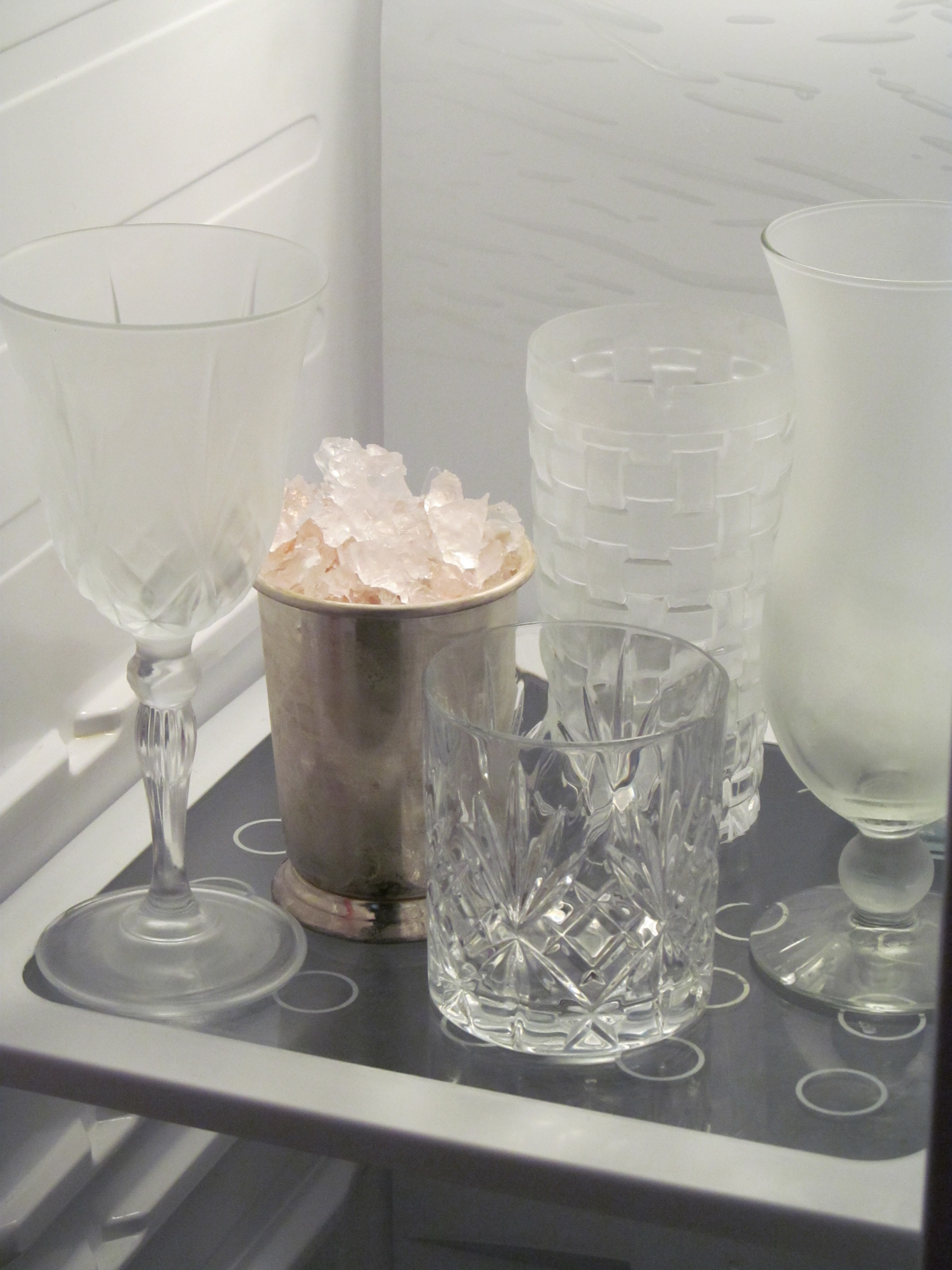
Cocktailgläser und ein Julep-Becher mit Crushed Ice im Tiefkühler
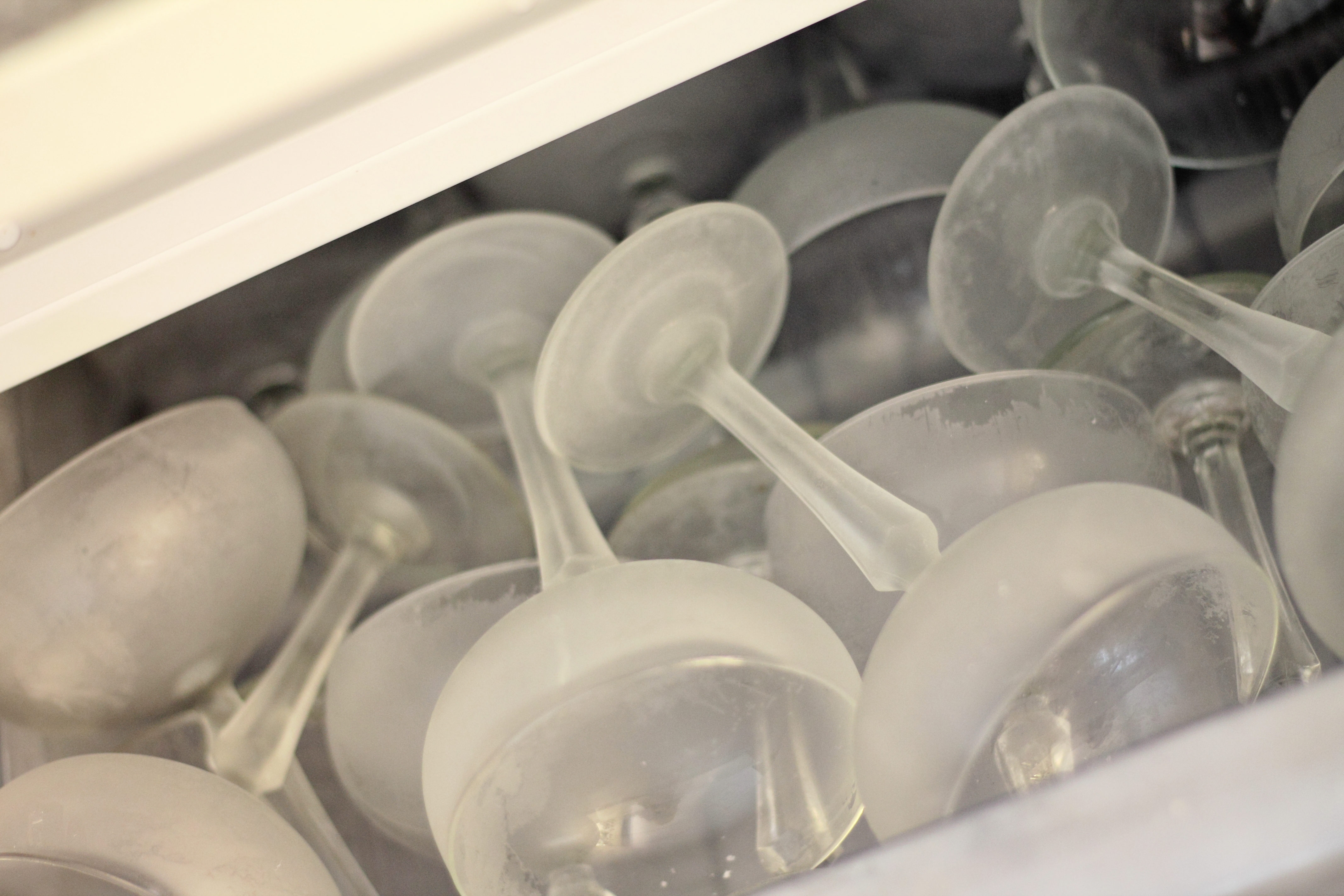
Vorgekühlte Cocktailschalen
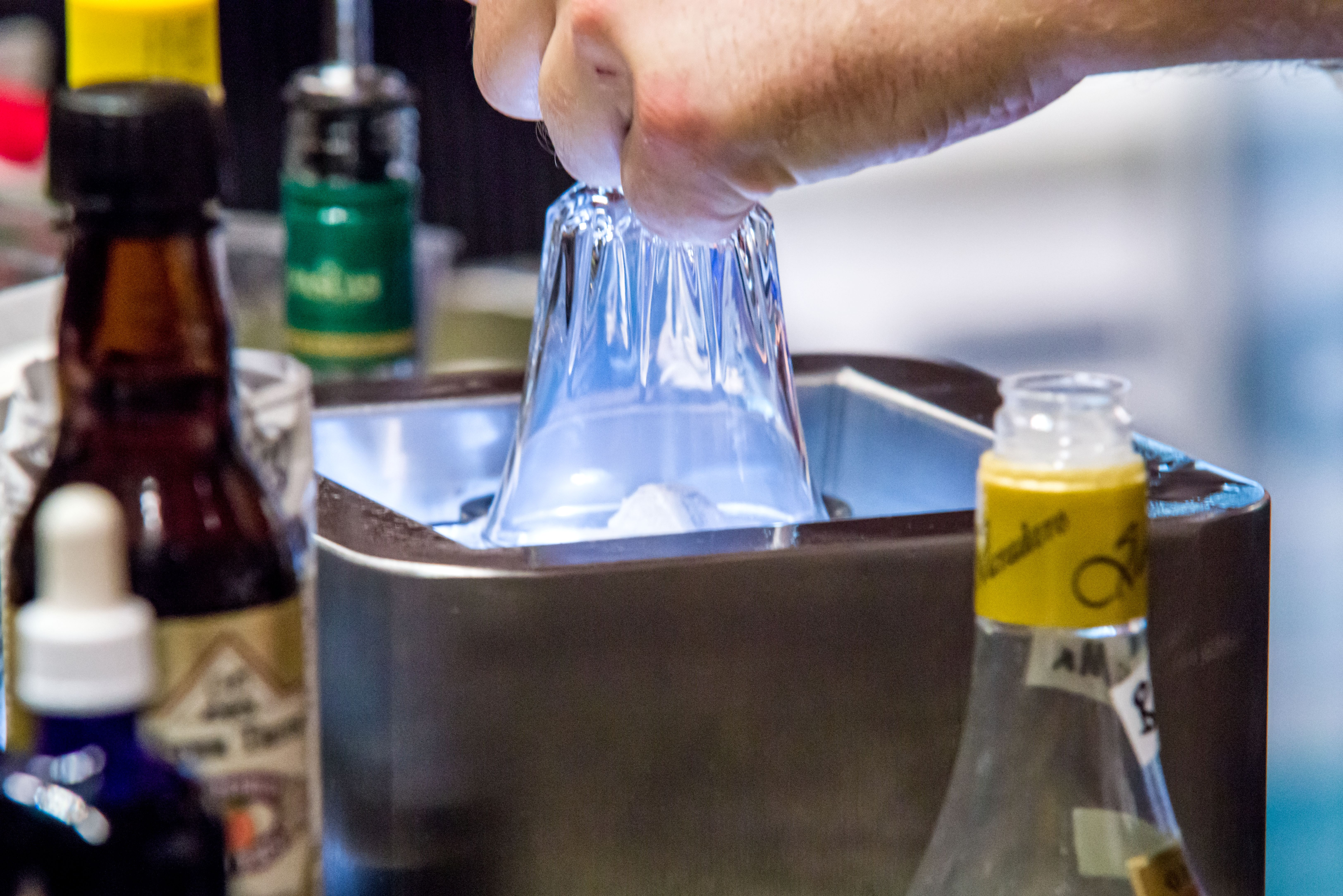
CO2-Gläserfroster
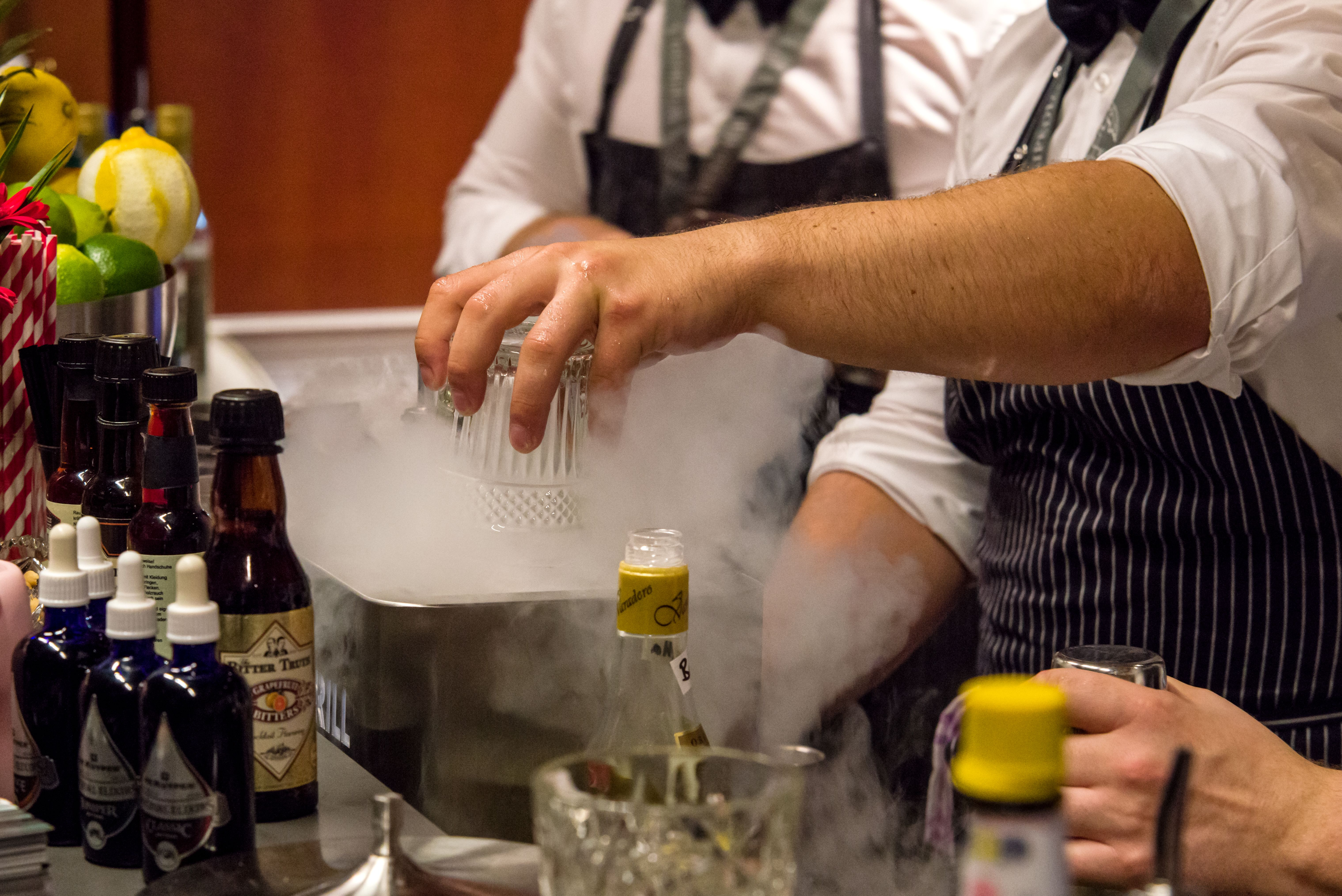
CO2-Gläserfroster
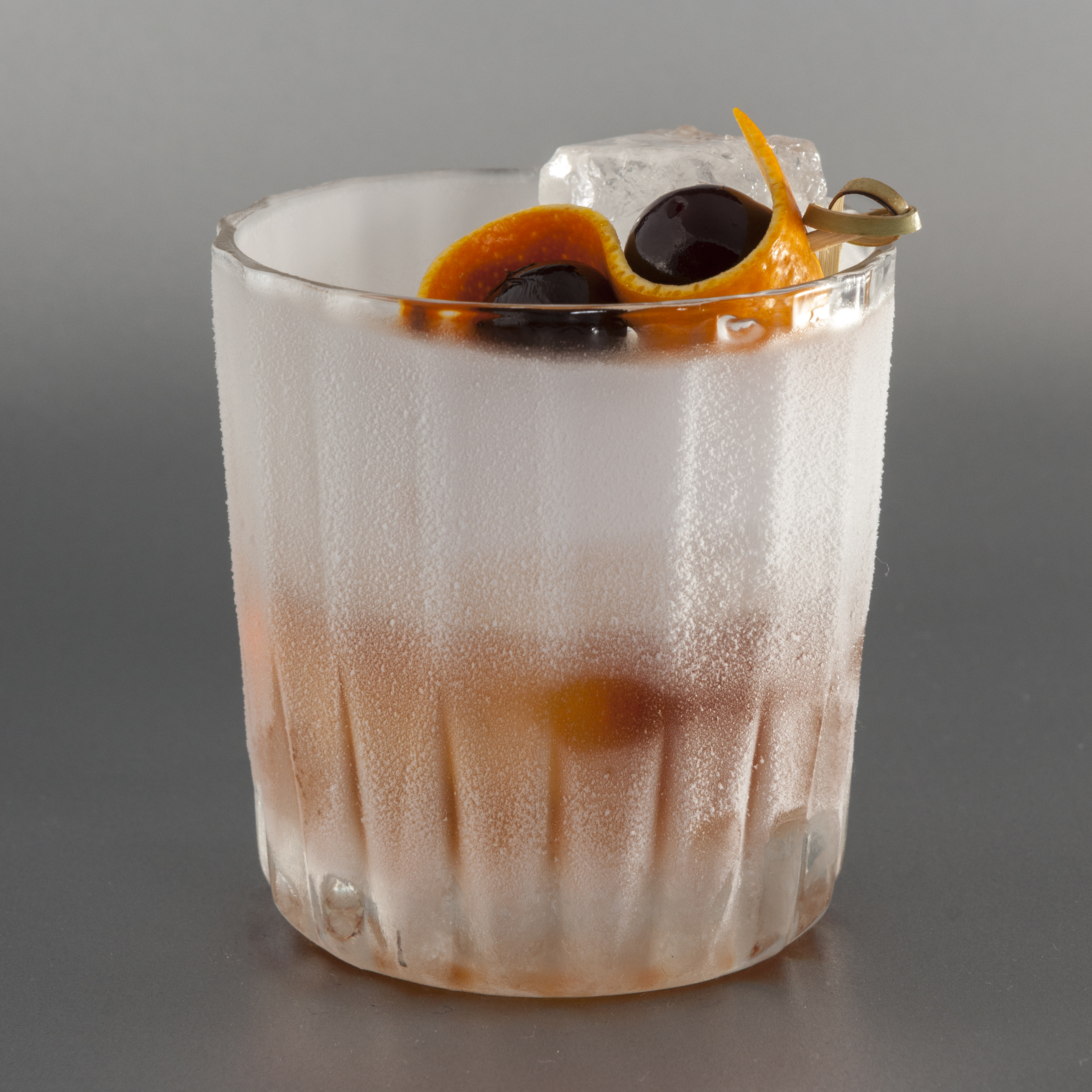
Old Fashioned in einem gefrosteten Tumbler
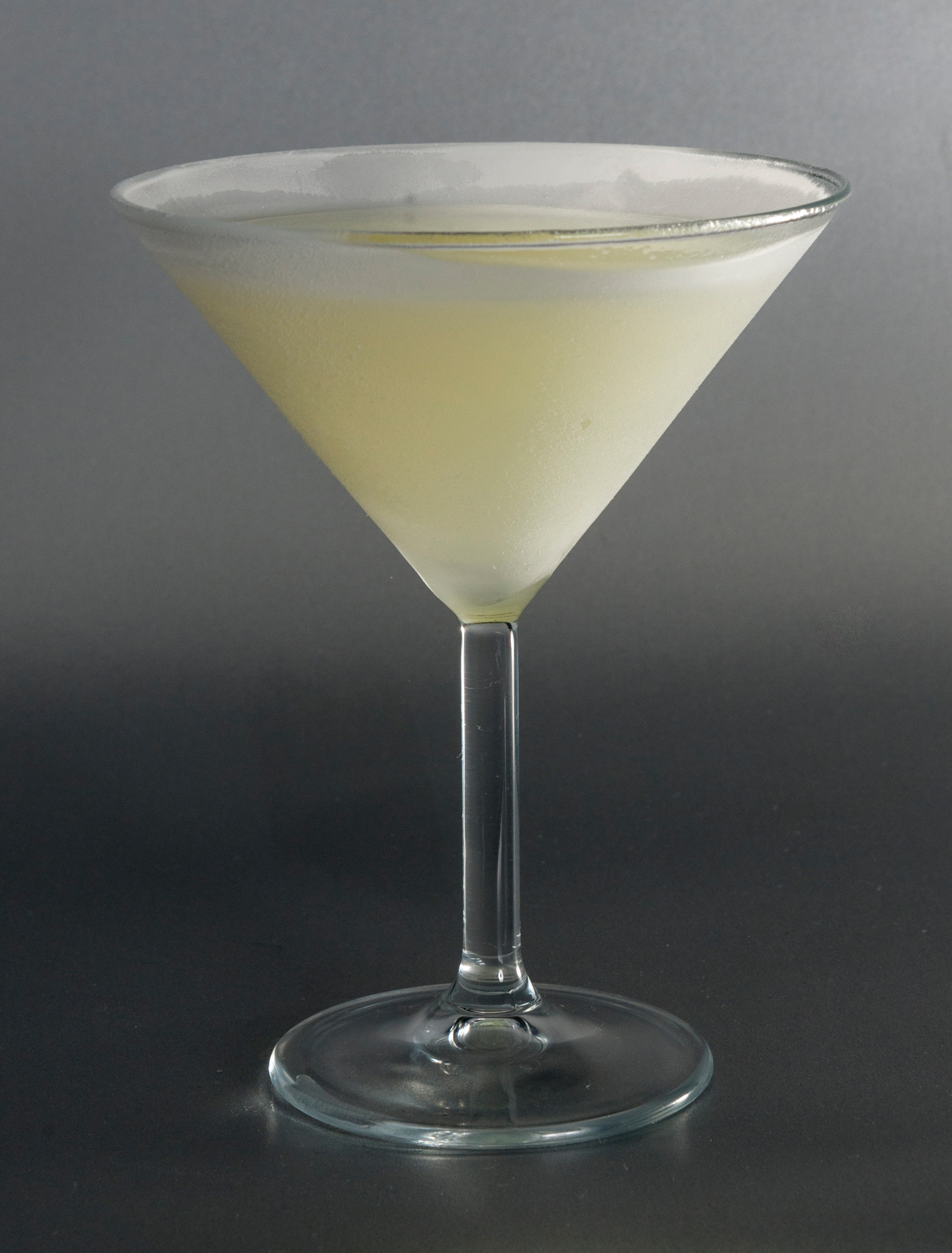
Last Word in einem gefrosteten Martiniglas